# Beijing Hyundai

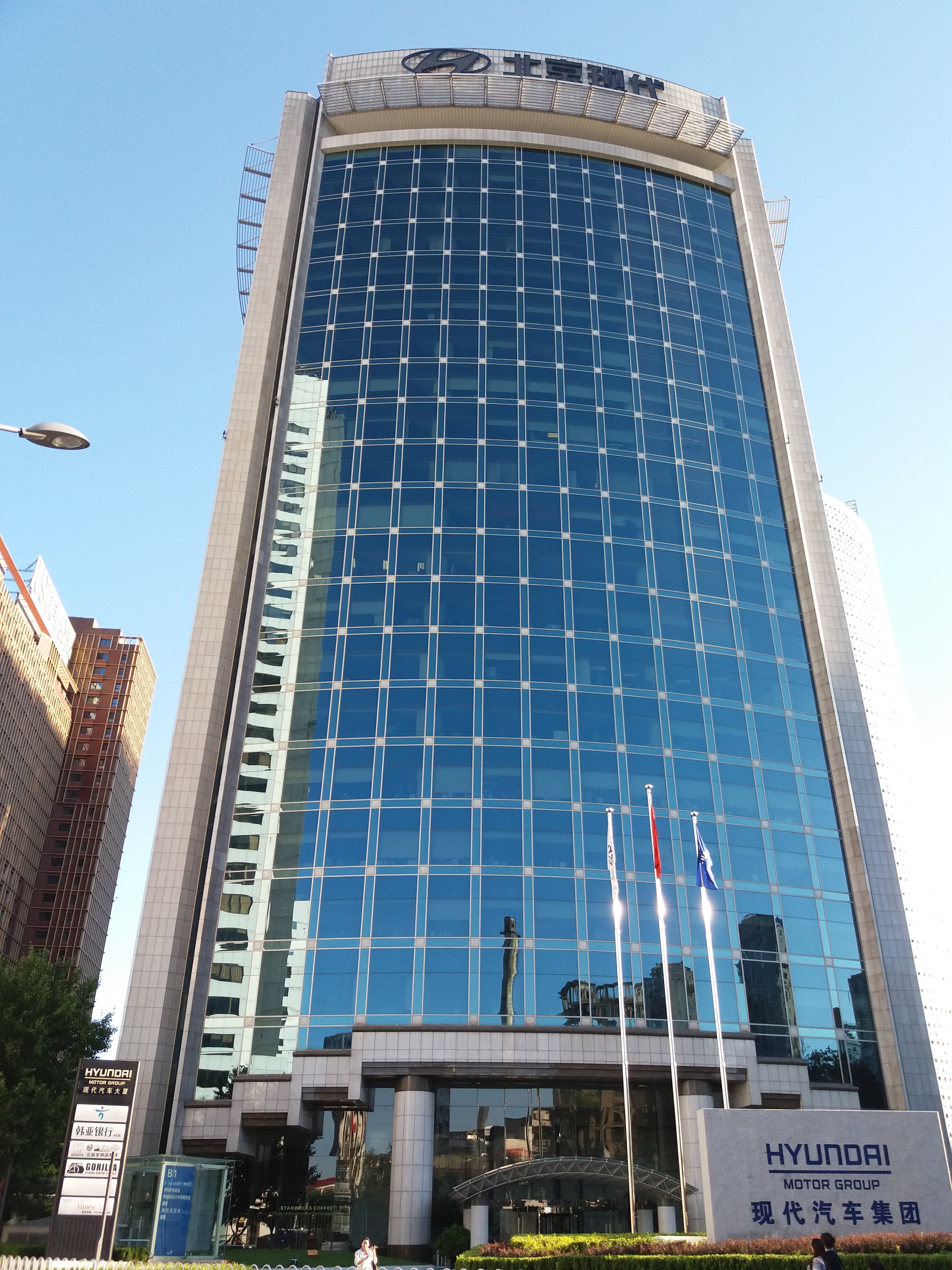
Офисное здание Beijing Hyundai в Пекине

Beijing Hyundai — автомобилестроительная компания со штаб-квартирой в Шуньи и совместное предприятие Beijing Automobile Works и Hyundai. Основана 18 октября 2002 года.
Компания выпускает автомобили Hyundai для китайского рынка. В 2016 году сообщалось, что компания продала почти 1,8 миллионов автомобилей.

## История
В мае 2002 года компании Hyundai Motor и Beijing Automotive Group подписали меморандум о взаимопонимании с целью создания совместного предприятия на базе существующего завода в Пекине. Компания Hyundai начала совершенствовать завод, и 18 октября 2002 года было создано совместное предприятие двух компаний, находящееся в равной собственности. Хотя это было не первое соглашение между иностранным и отечественным автопроизводителями, Beijing Hyundai был первым совместным предприятием, получившим одобрение китайского правительства после его вступления во Всемирную торговую организацию. Первоначально совместное предприятие расширило объём производства за счёт импорта ключевых деталей из Южной Кореи и создания интегрированной сети поставок внутри Китая. По состоянию на 2012 год, средний годовой объём производства с 2003 года составляет примерно 370000 автомобилей, но годовой объём производства продолжал расти на протяжении всего срока реализации проекта.
В 2014 году компания продала 1120000 автомобилей.

## Продукция

### Выпускаемые автомобили

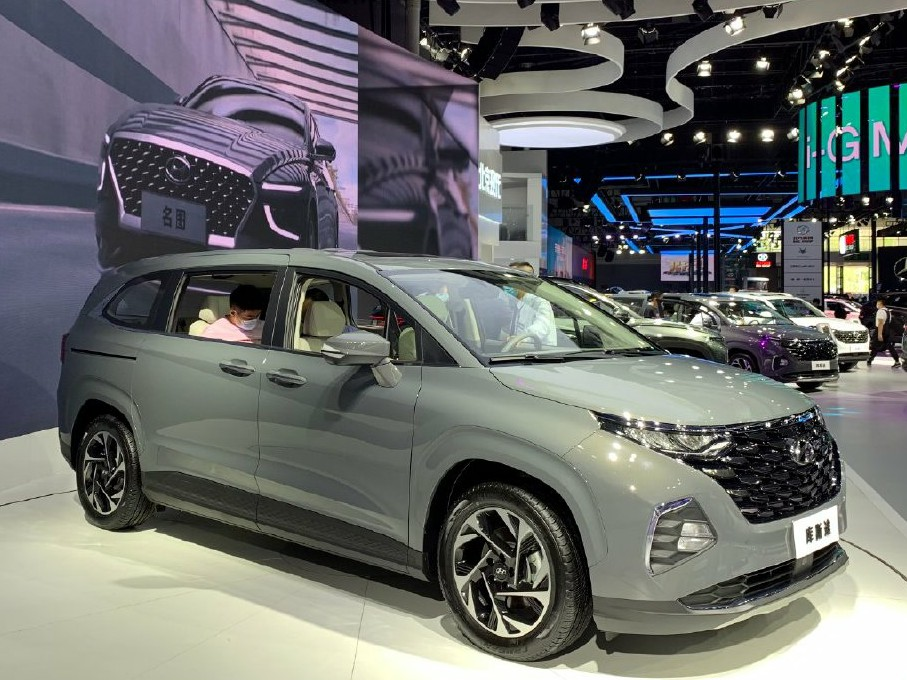
2021 Hyundai Custo (现代库斯途)
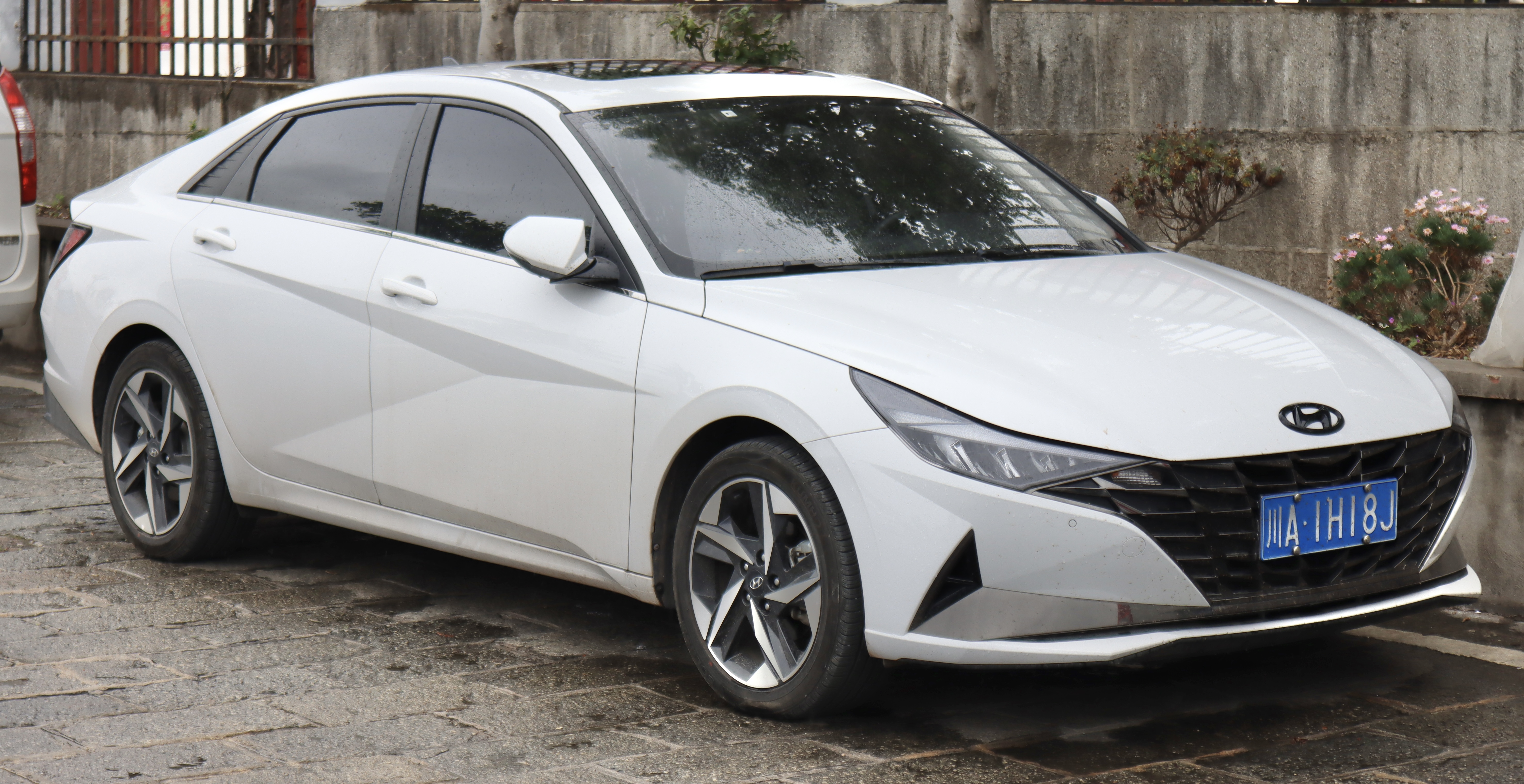
2021 Hyundai Elantra CN7 (现代伊兰特CN7)
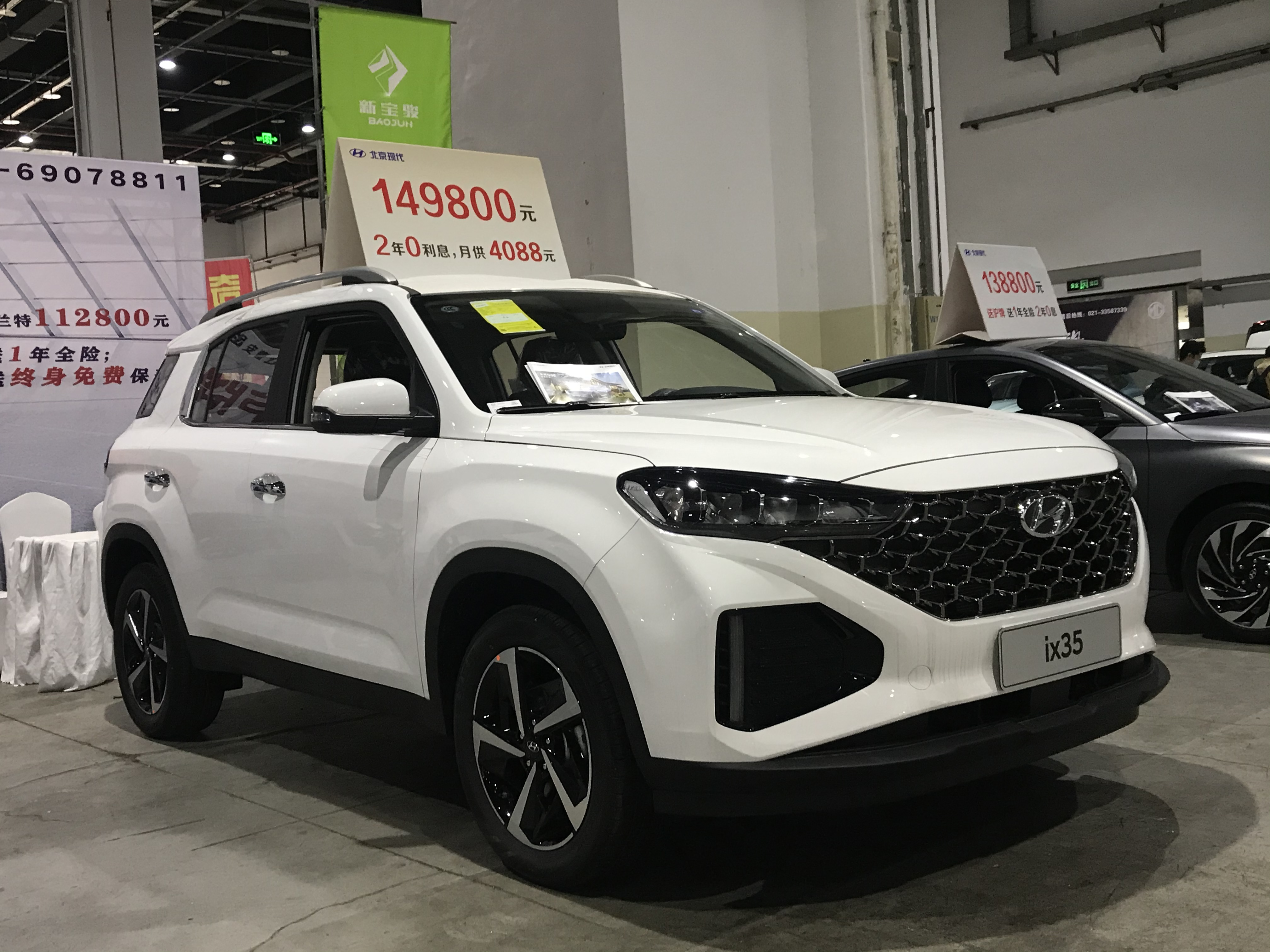
2017 Hyundai ix35 (现代ix35)
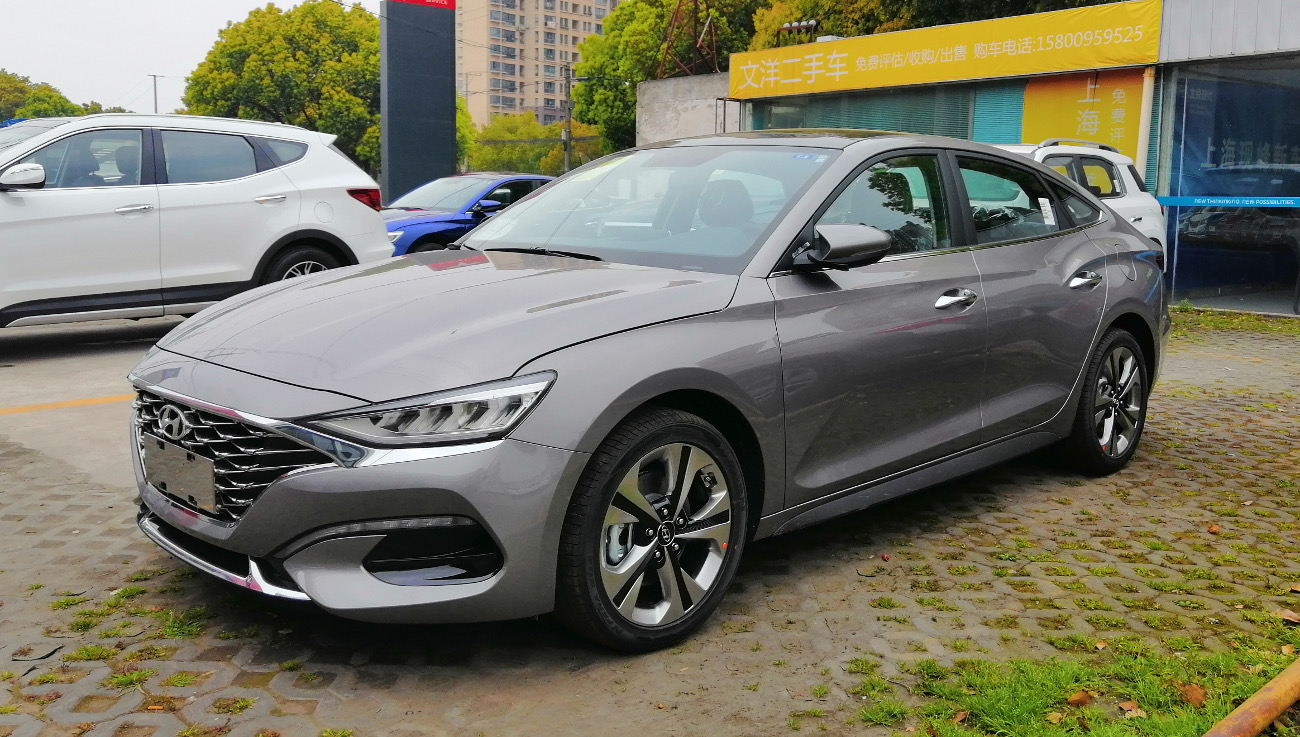
2018 Hyundai Lafesta (现代菲斯塔)
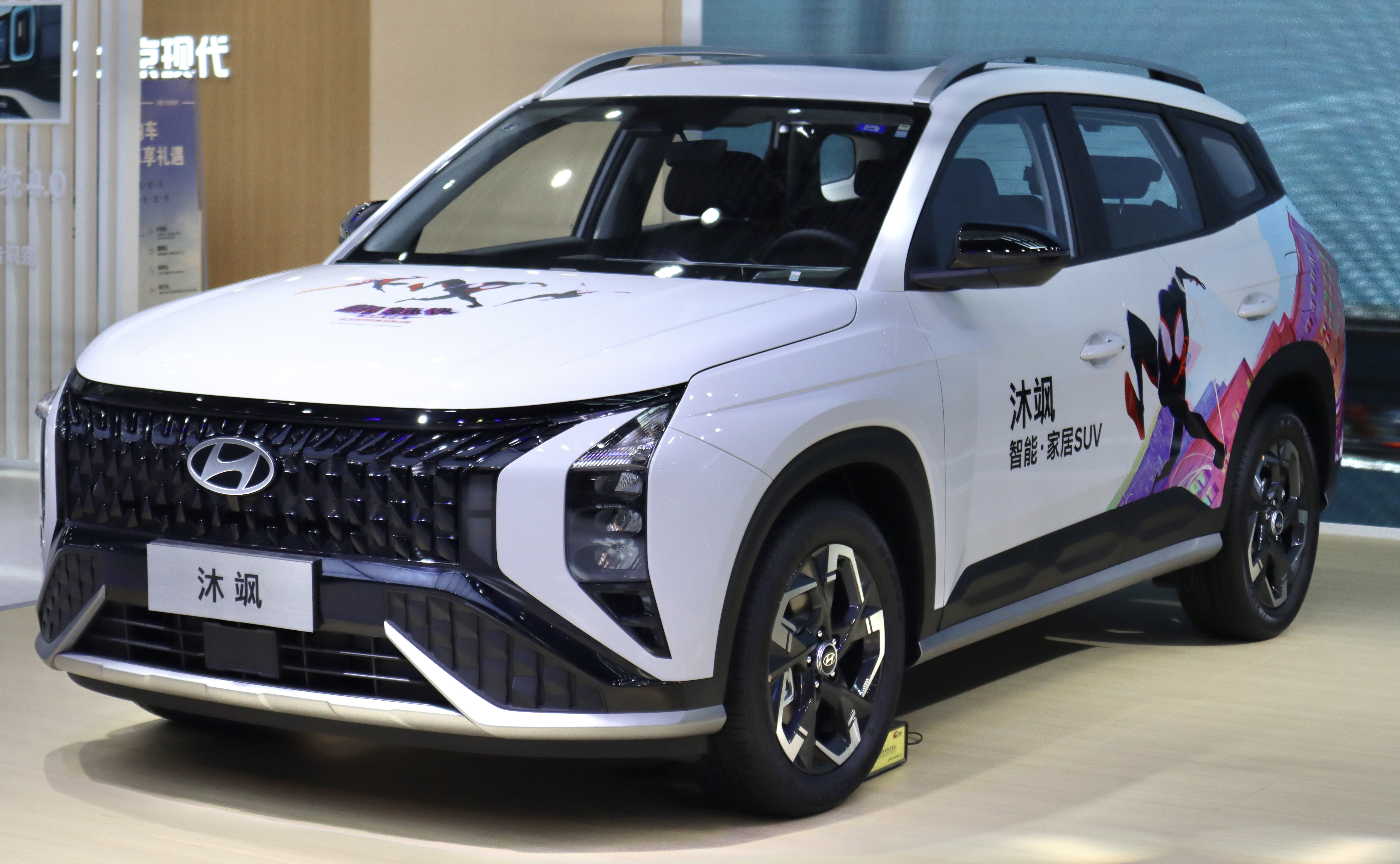
2023 Hyundai Mufasa (现代沐飒)
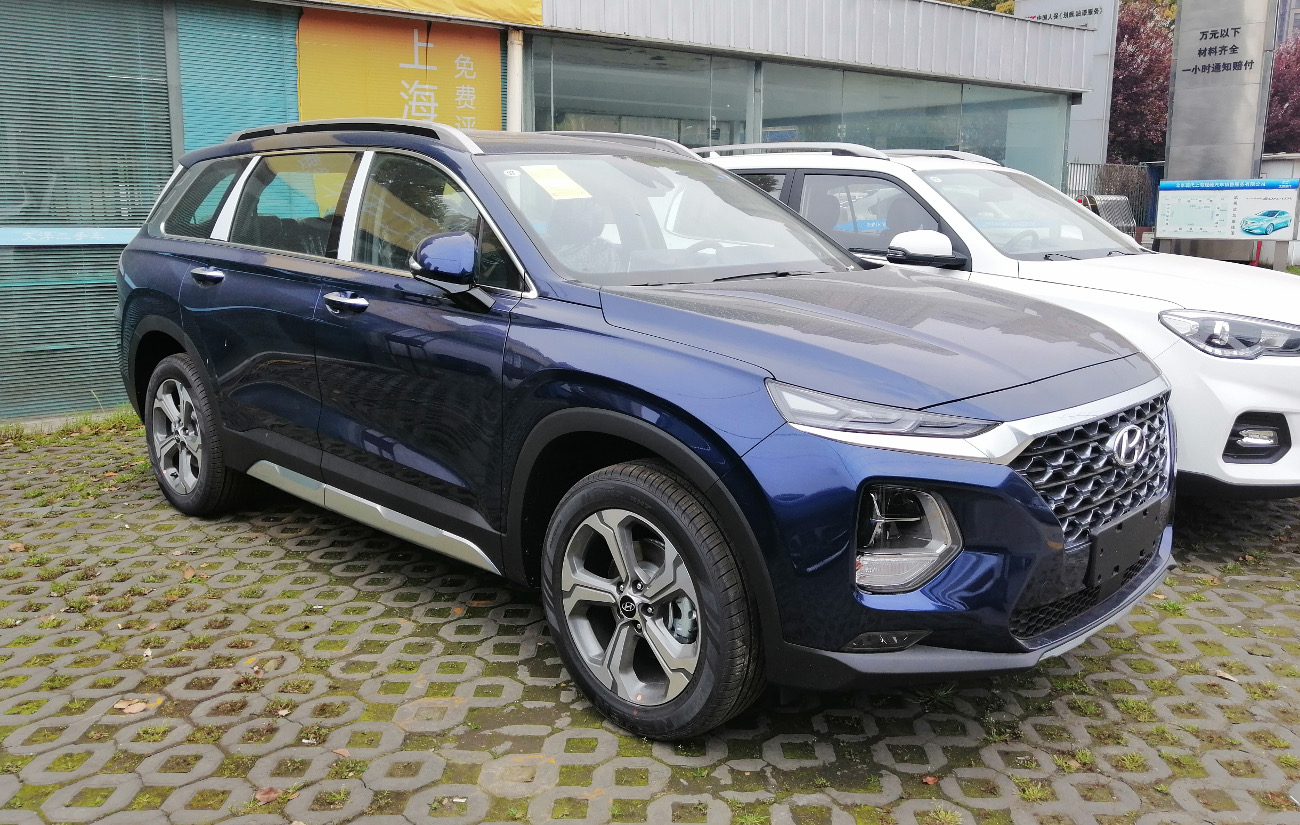
2019 Hyundai Santa Fe TM (现代圣达菲TM (胜达))
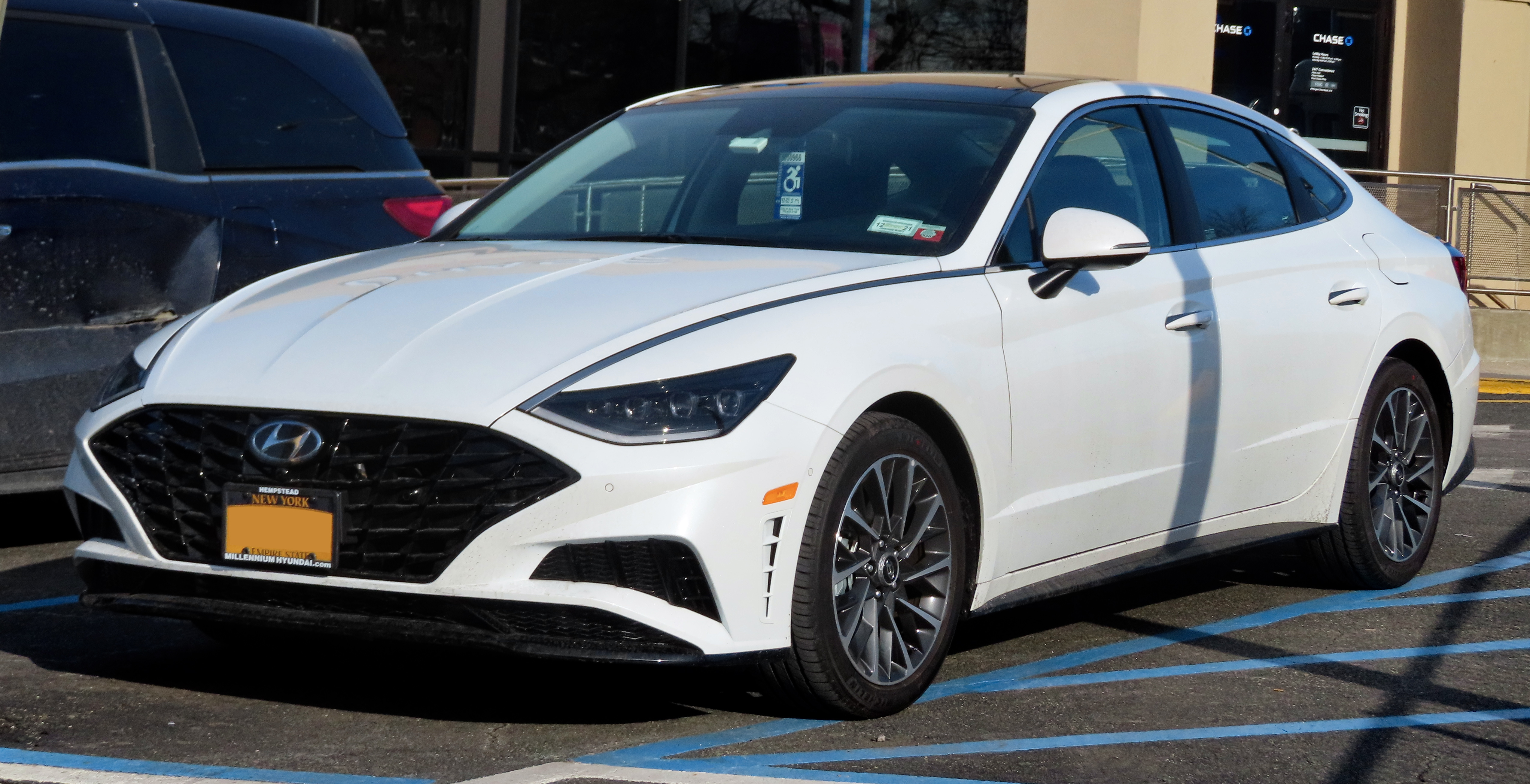
2020 Hyundai Sonata DN8 (现代索纳塔DN8)
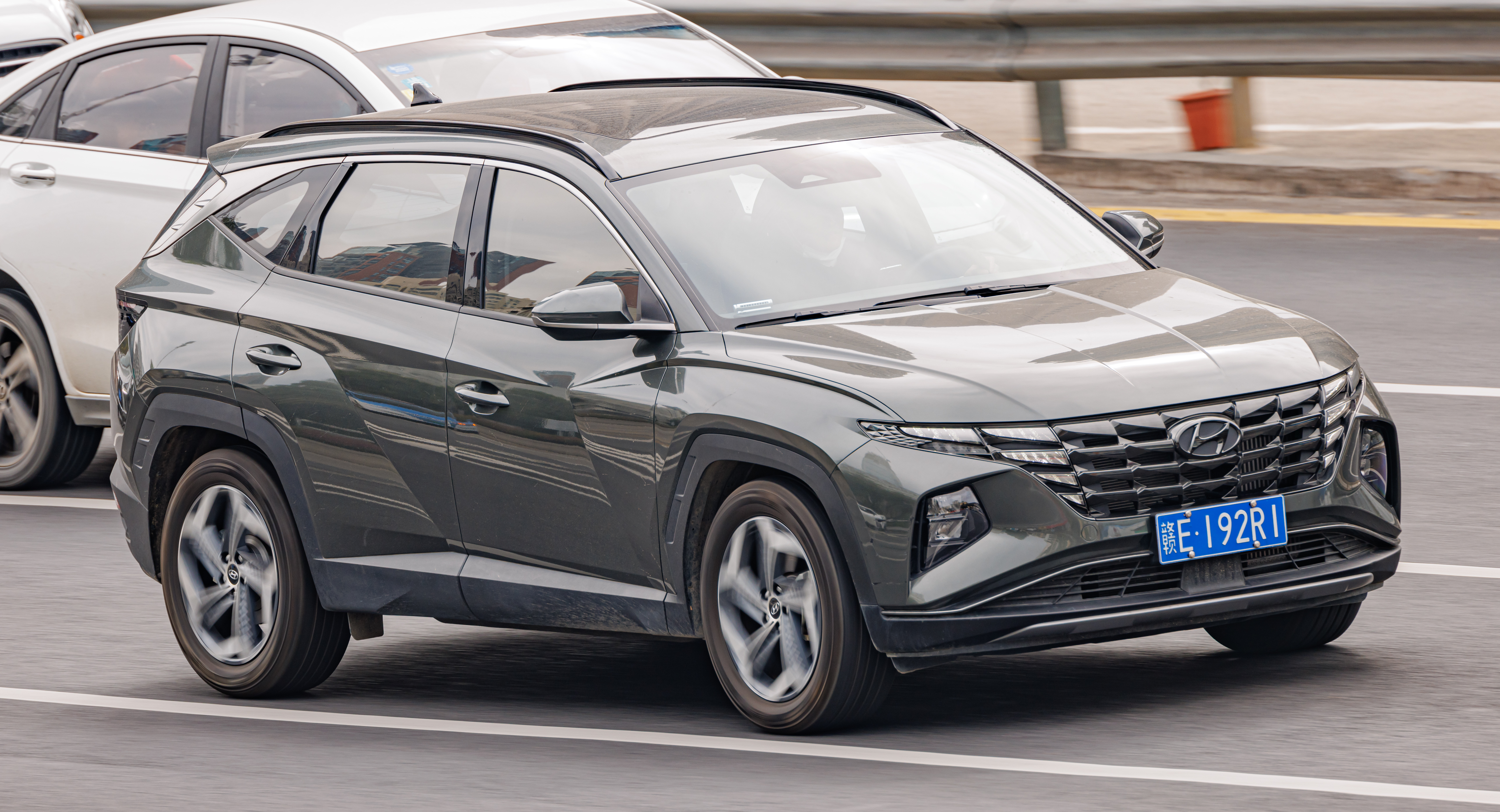
2020 Hyundai Tucson L (现代途胜L)

### Модели, снятые с производства

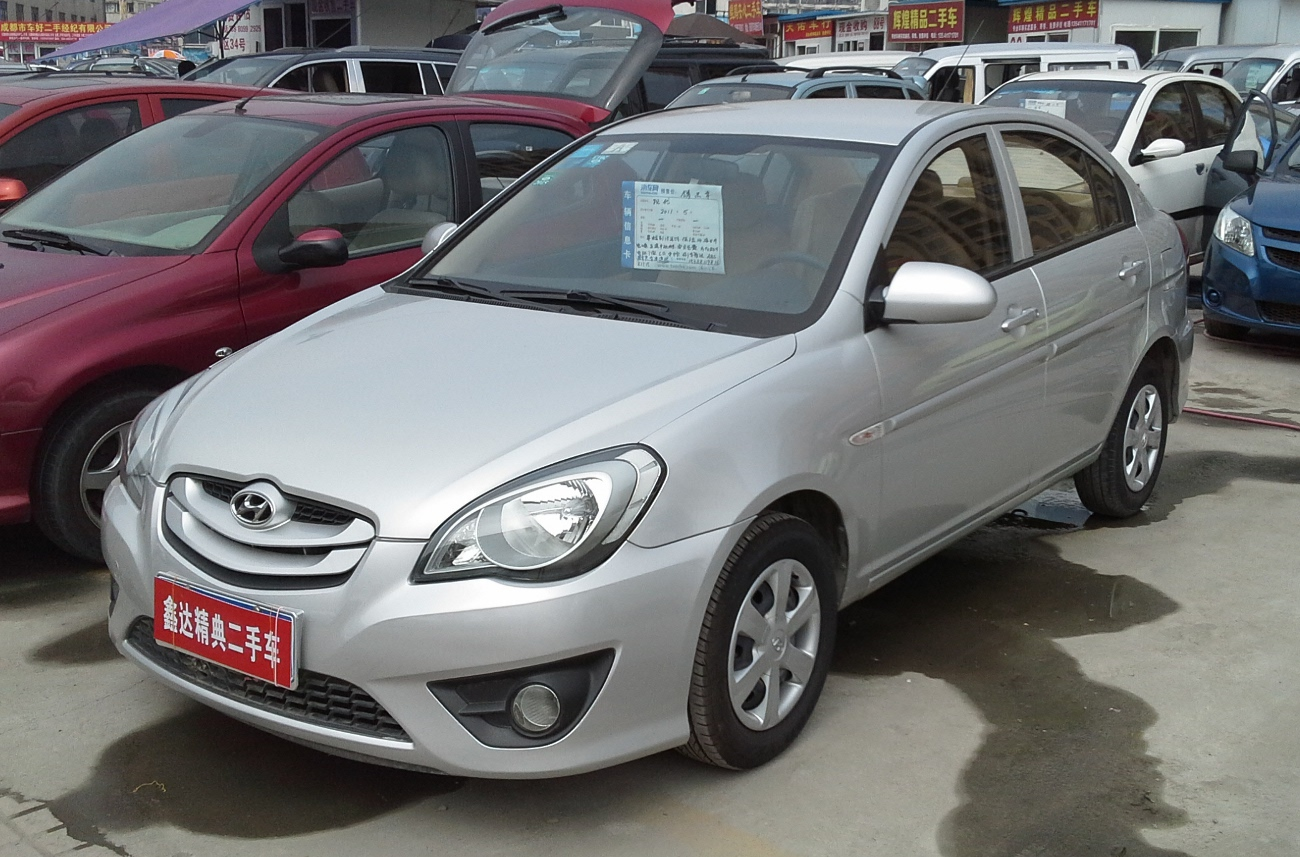
2006—2010 Hyundai Accent MC (现代雅绅特MC)
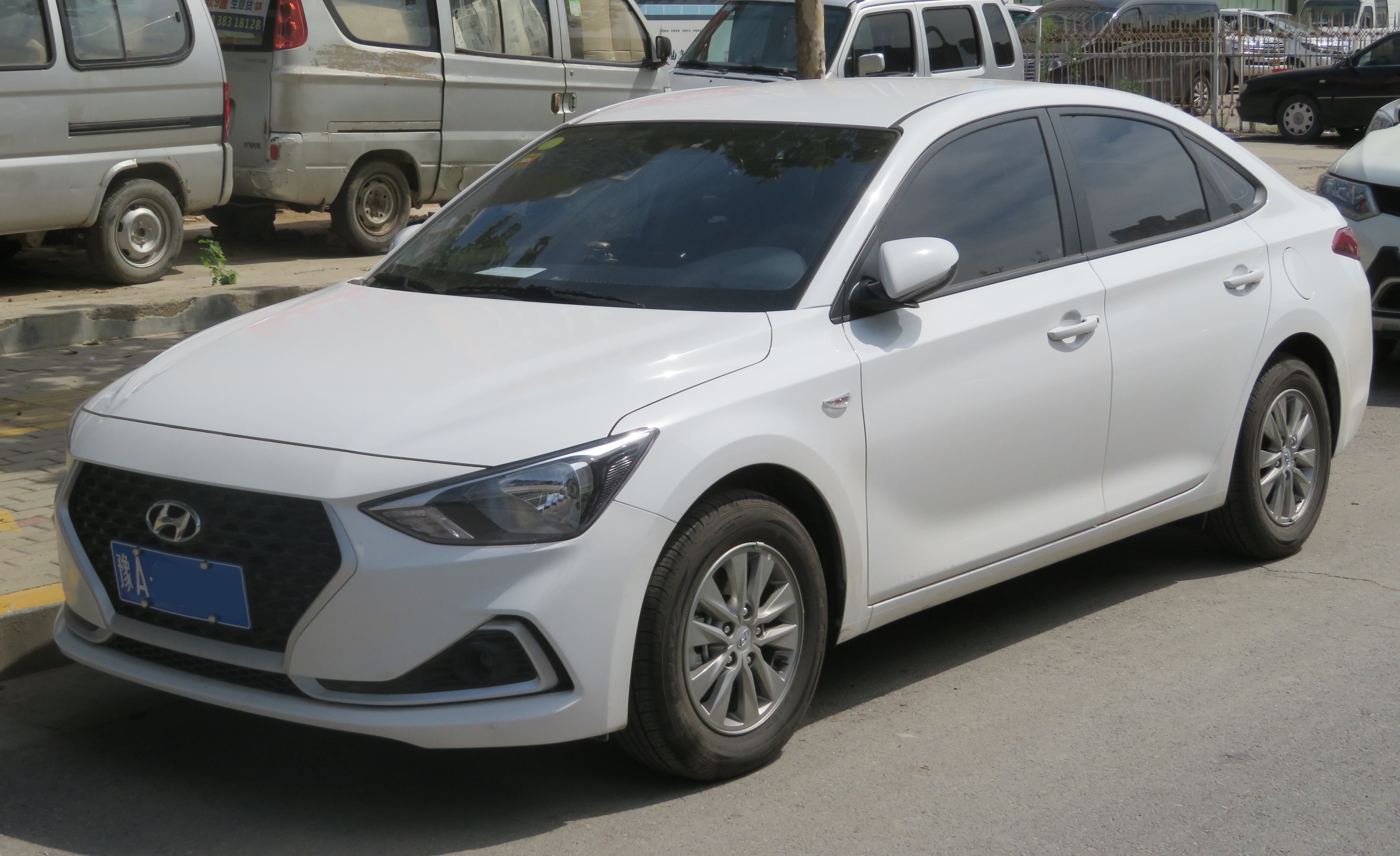
2017—2021 Hyundai Celesta (现代悦动)
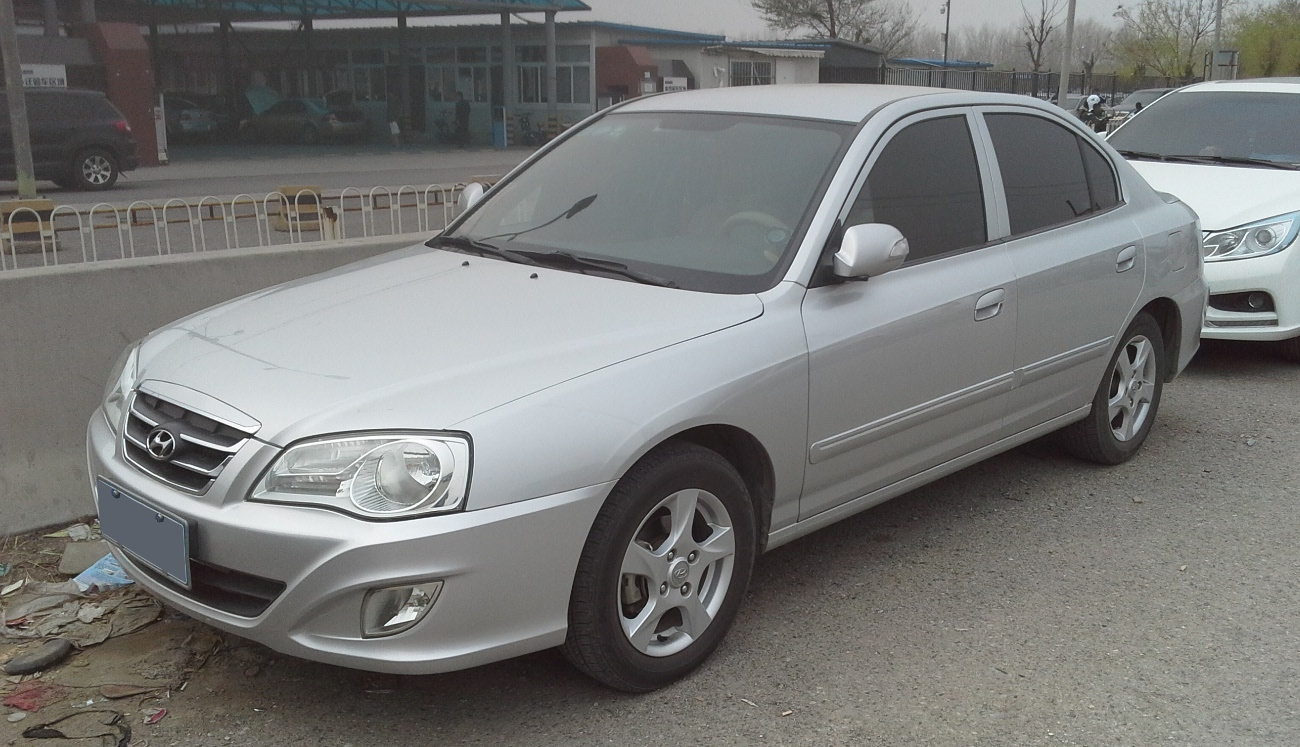
2003—2011 Hyundai Elantra XD (现代伊兰特XD)
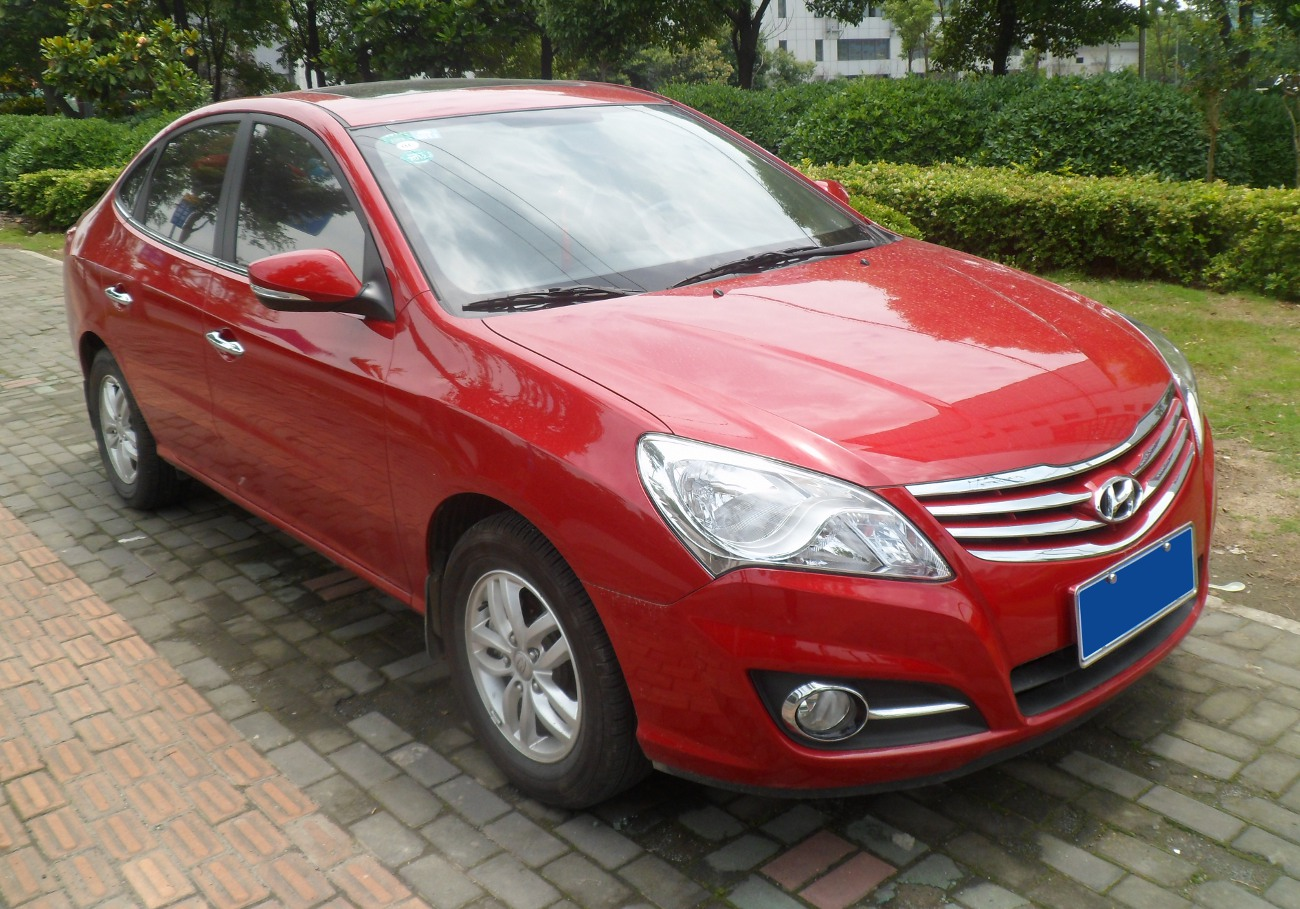
2008—2017 Hyundai Elantra Yuedong HD (现代伊兰特悦动HD)
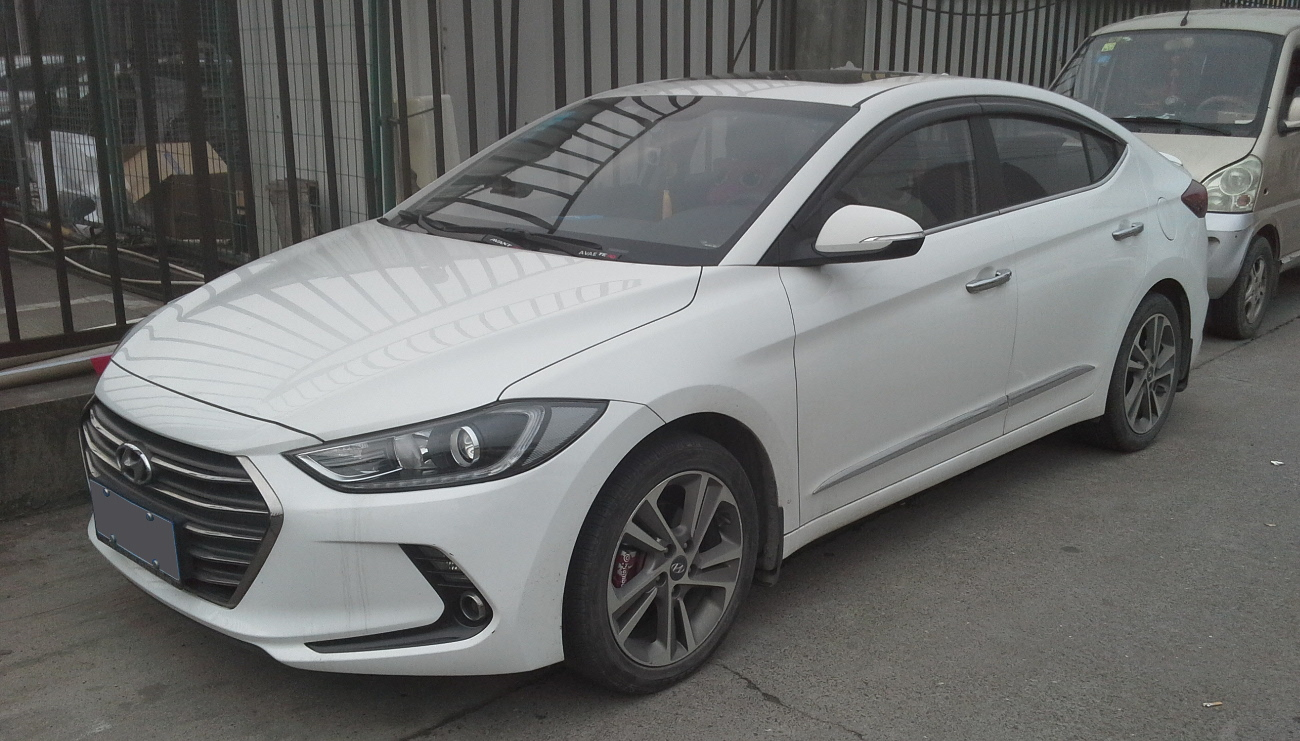
2016—2021 Hyundai Elantra Lingdong AD (现代伊兰特领动AD)
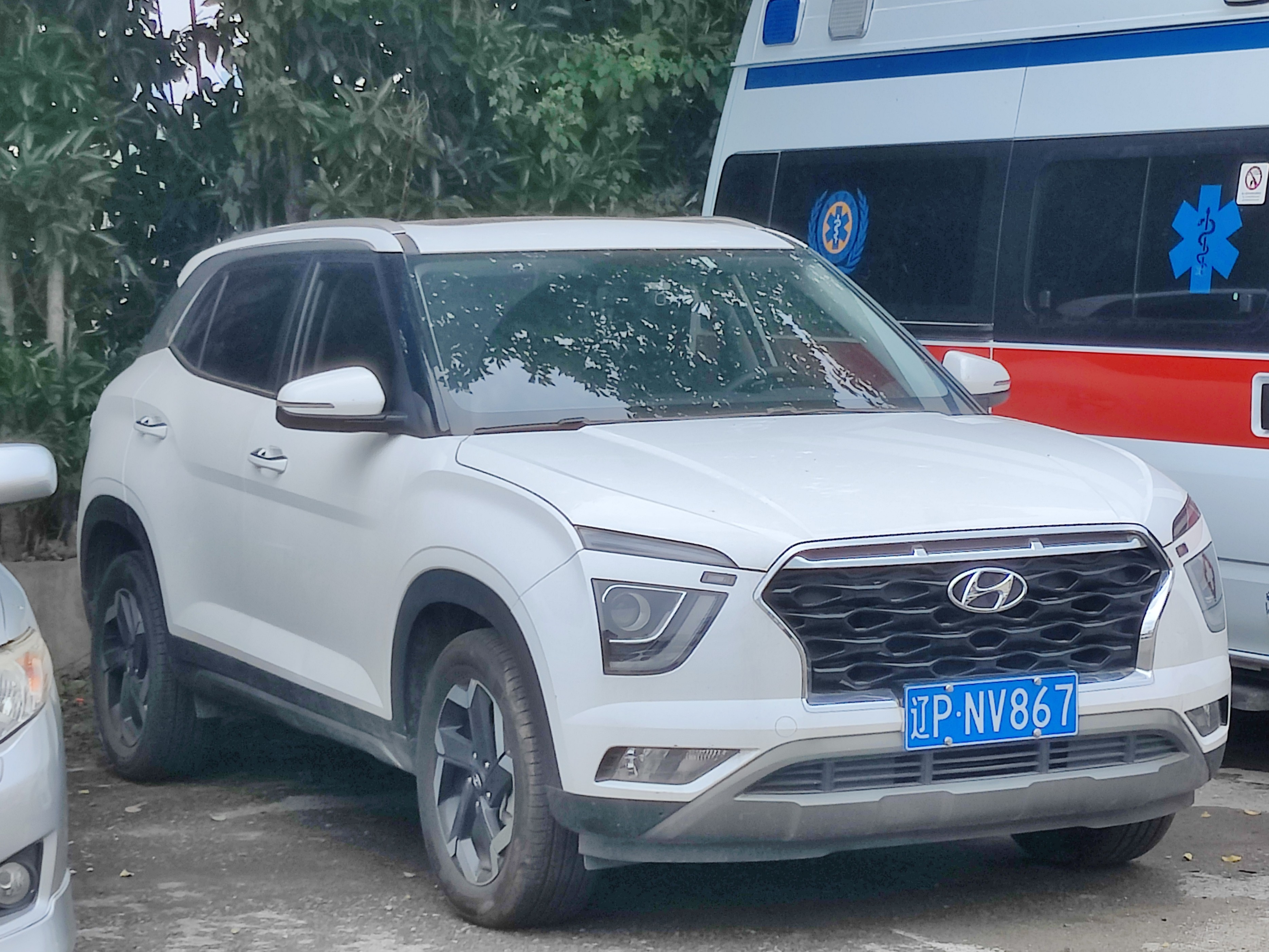
2019—2021 Hyundai ix25 (现代ix25)
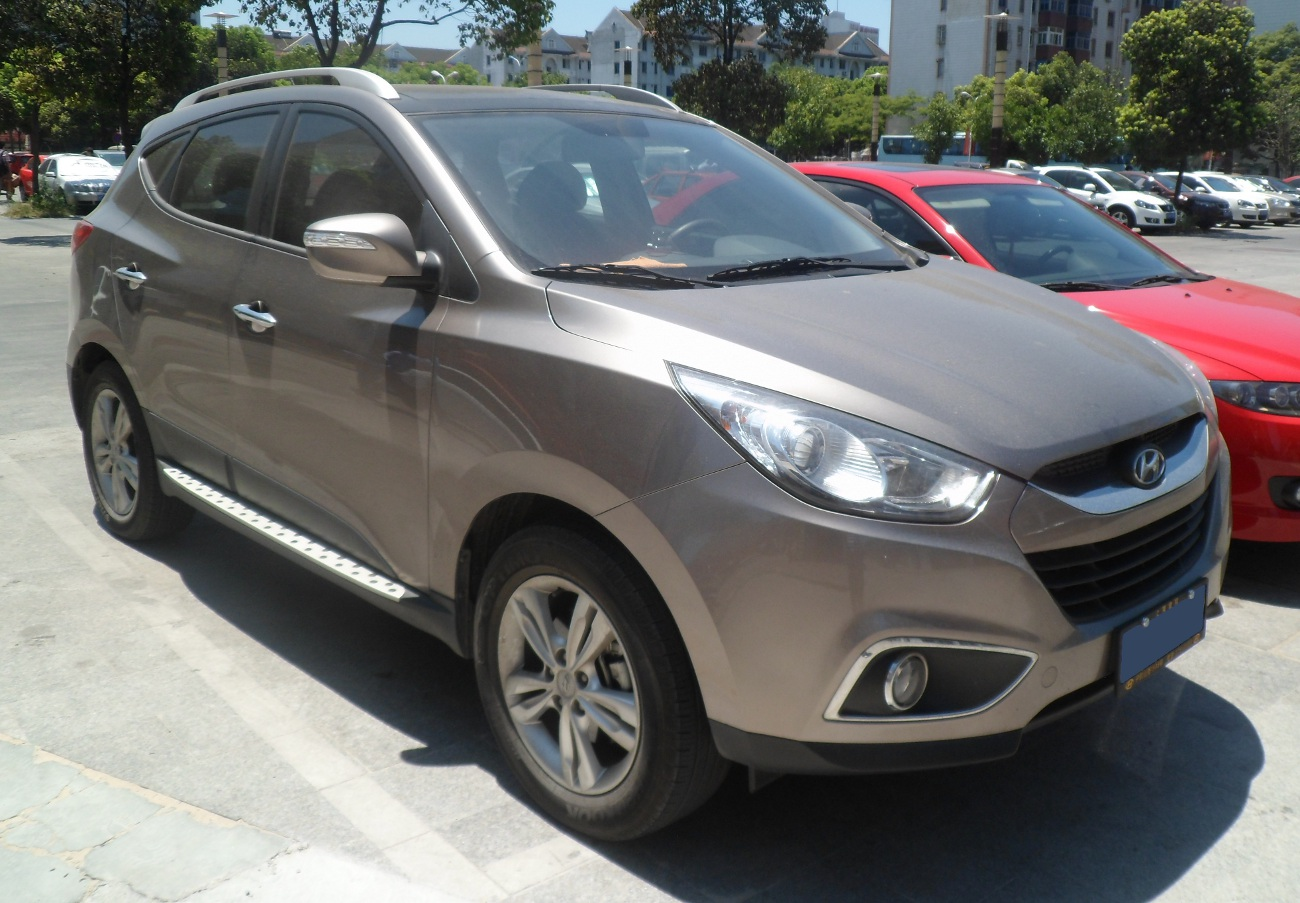
2010—2013 Hyundai ix35 (现代ix35)
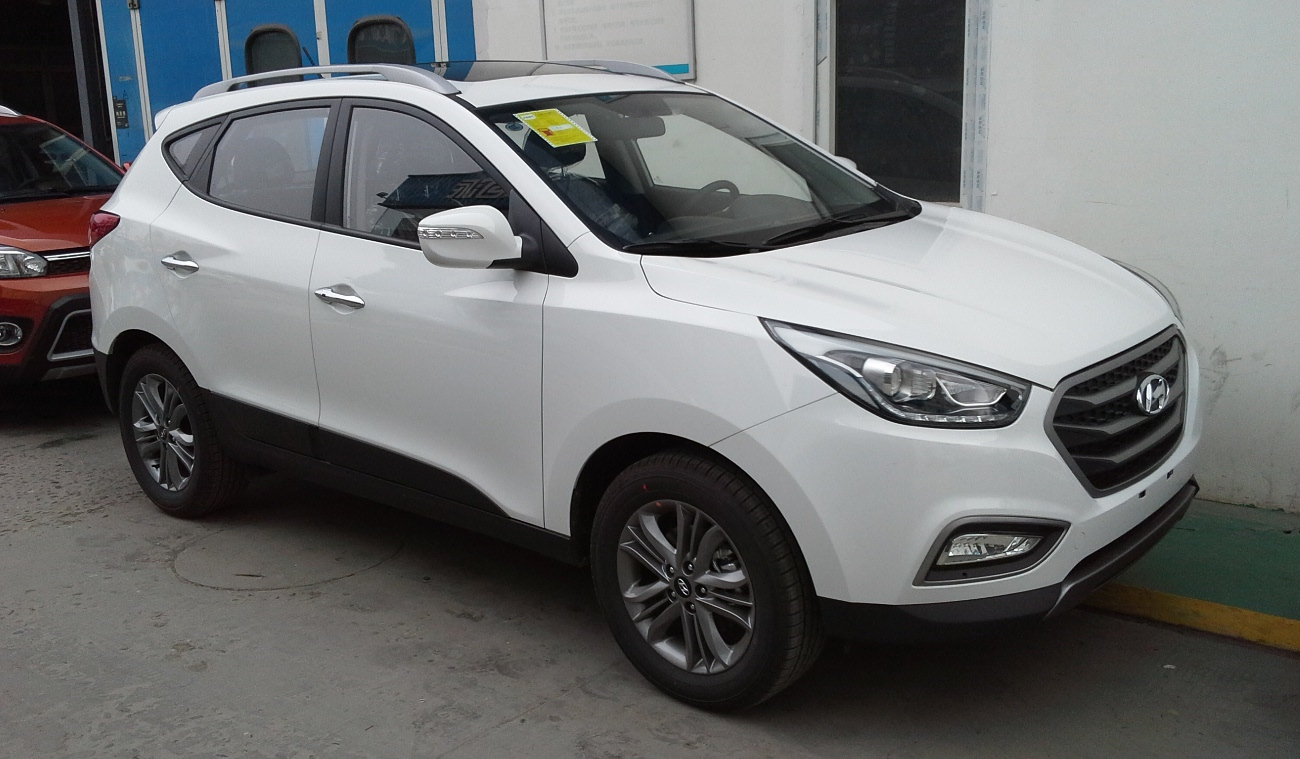
2013—2017 Hyundai ix35 (现代ix35)
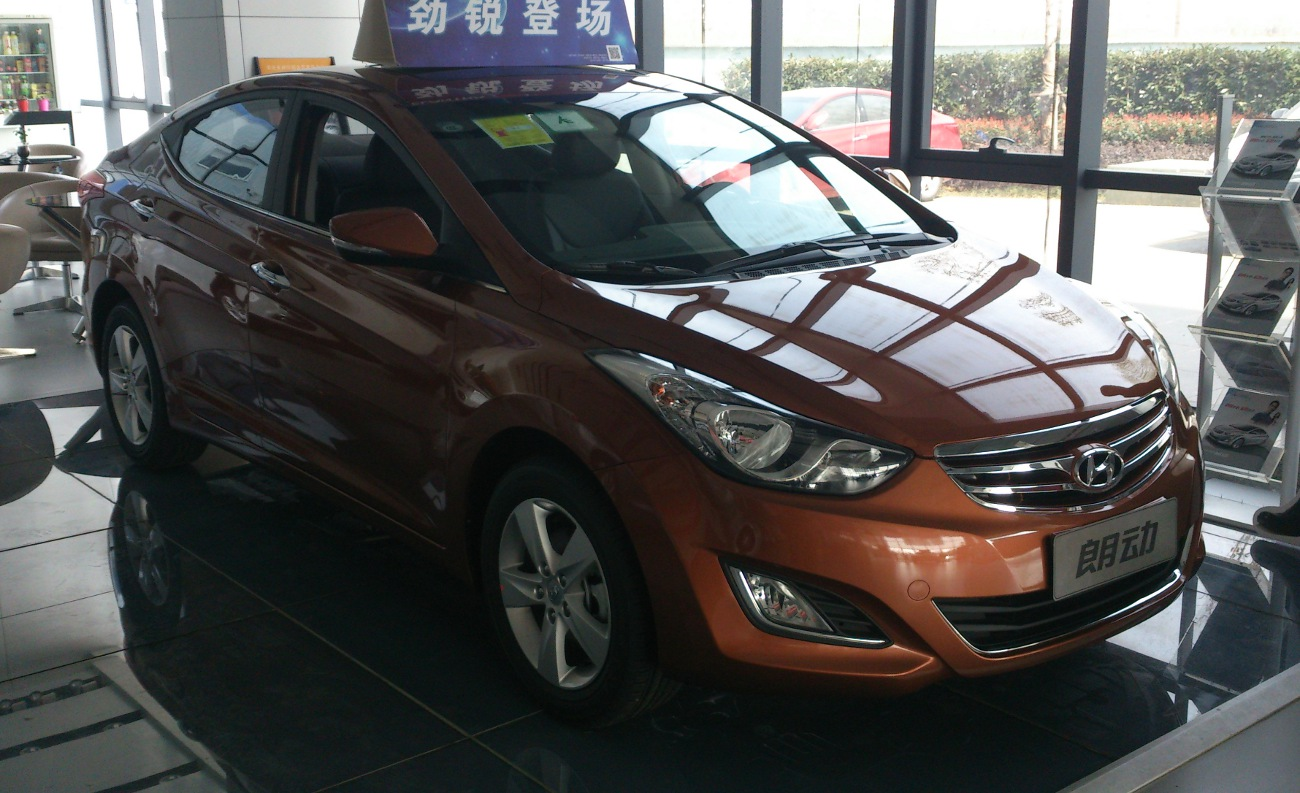
2012—2018 Hyundai Elantra Langdong MD (现代伊兰特朗动MD)
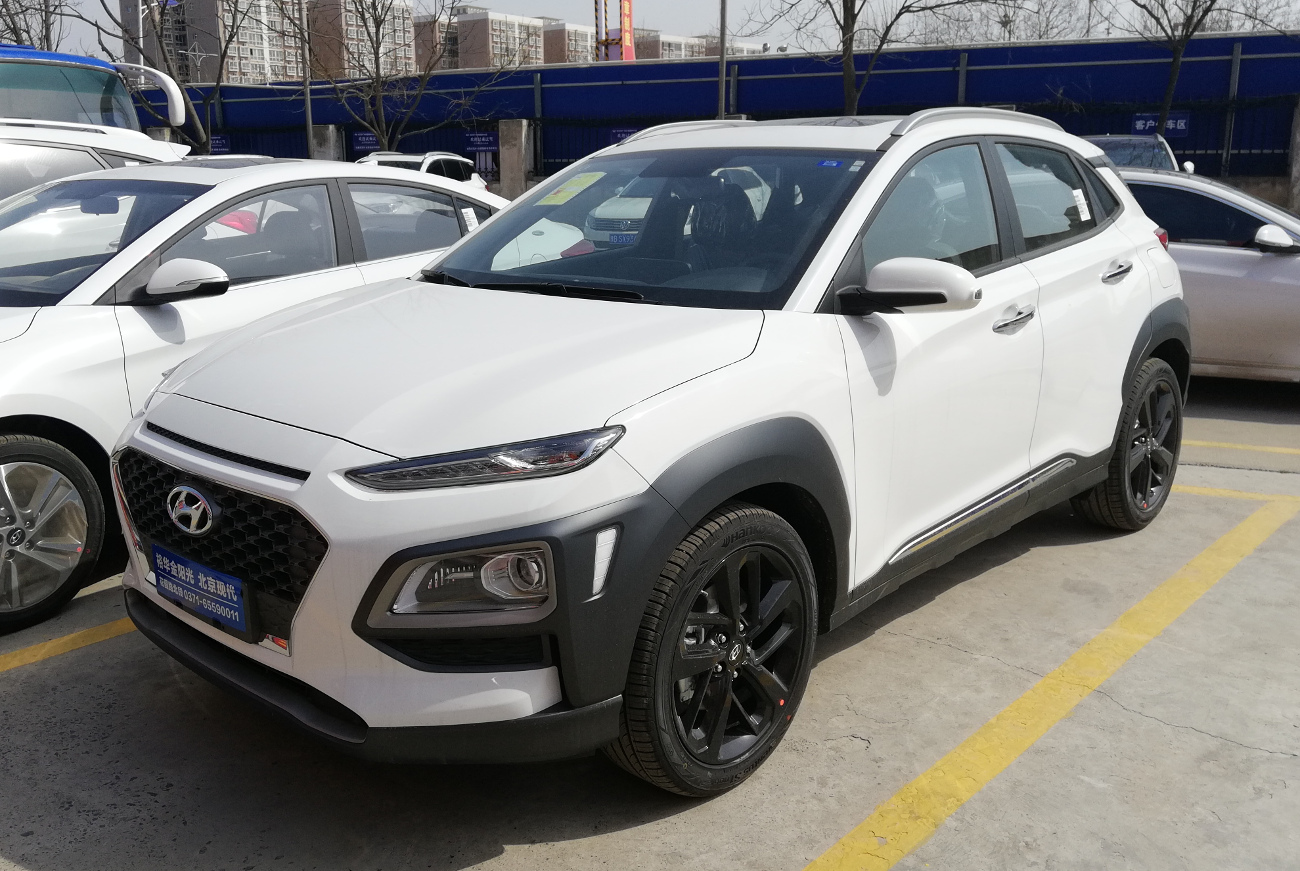
2017—2020 Hyundai Encino (现代昂希诺)
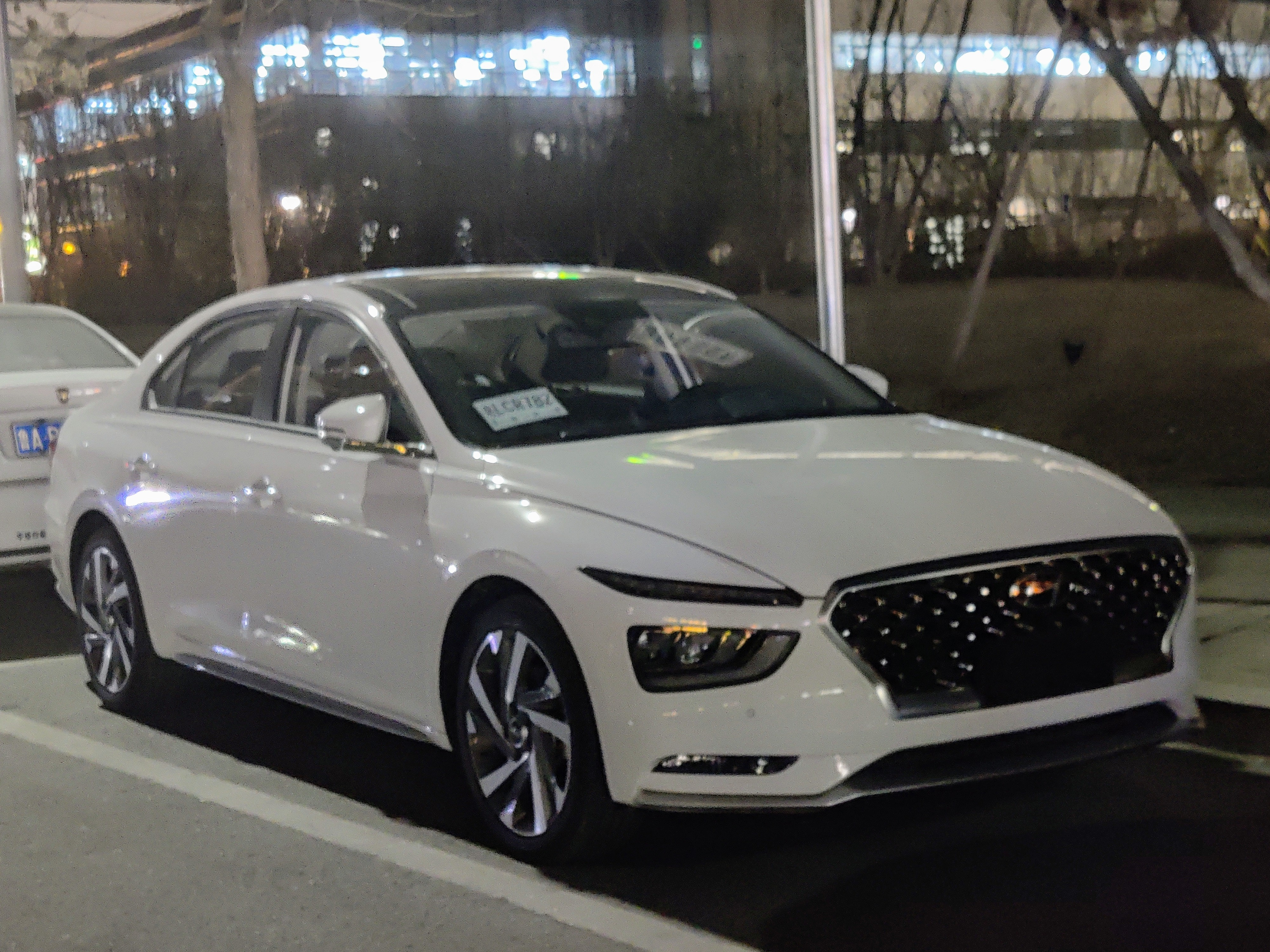
2021—2023 Hyundai Mistra II (现代名图)
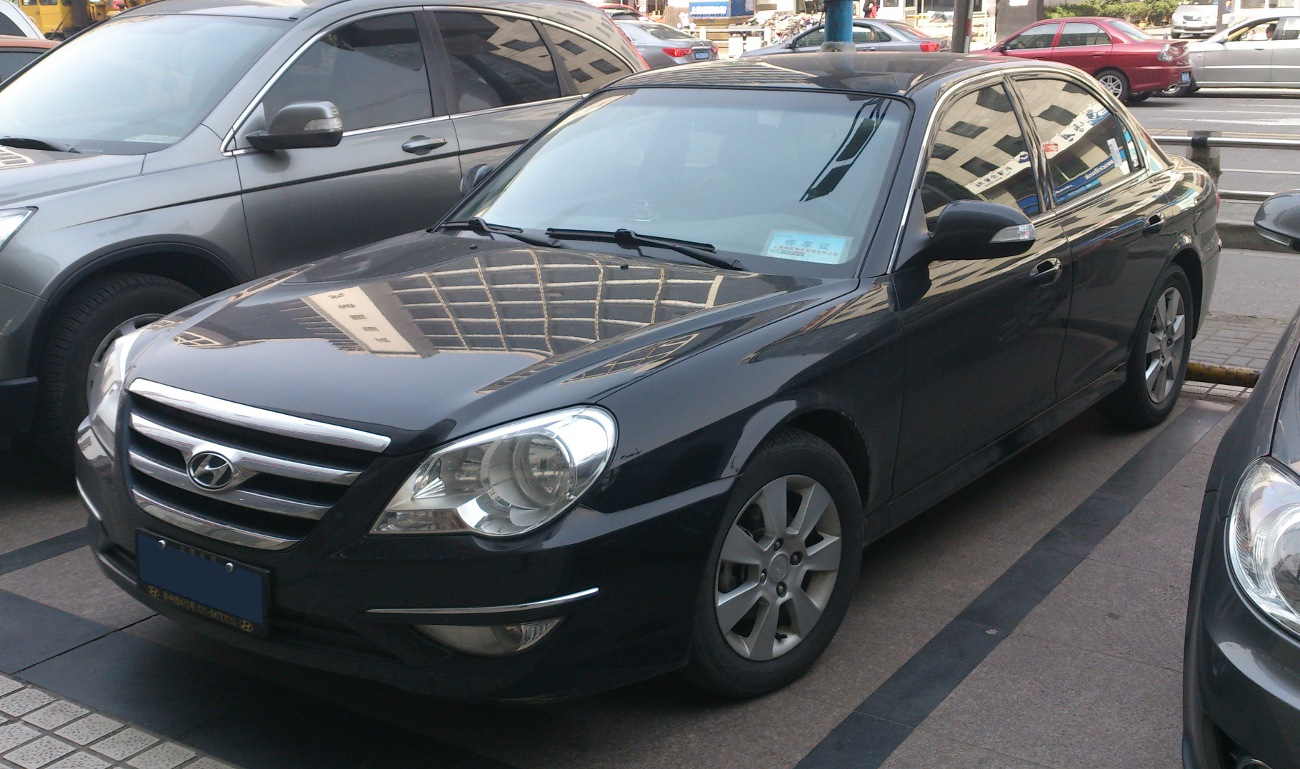
2009—2017 Hyundai Moinca (现代名驭)
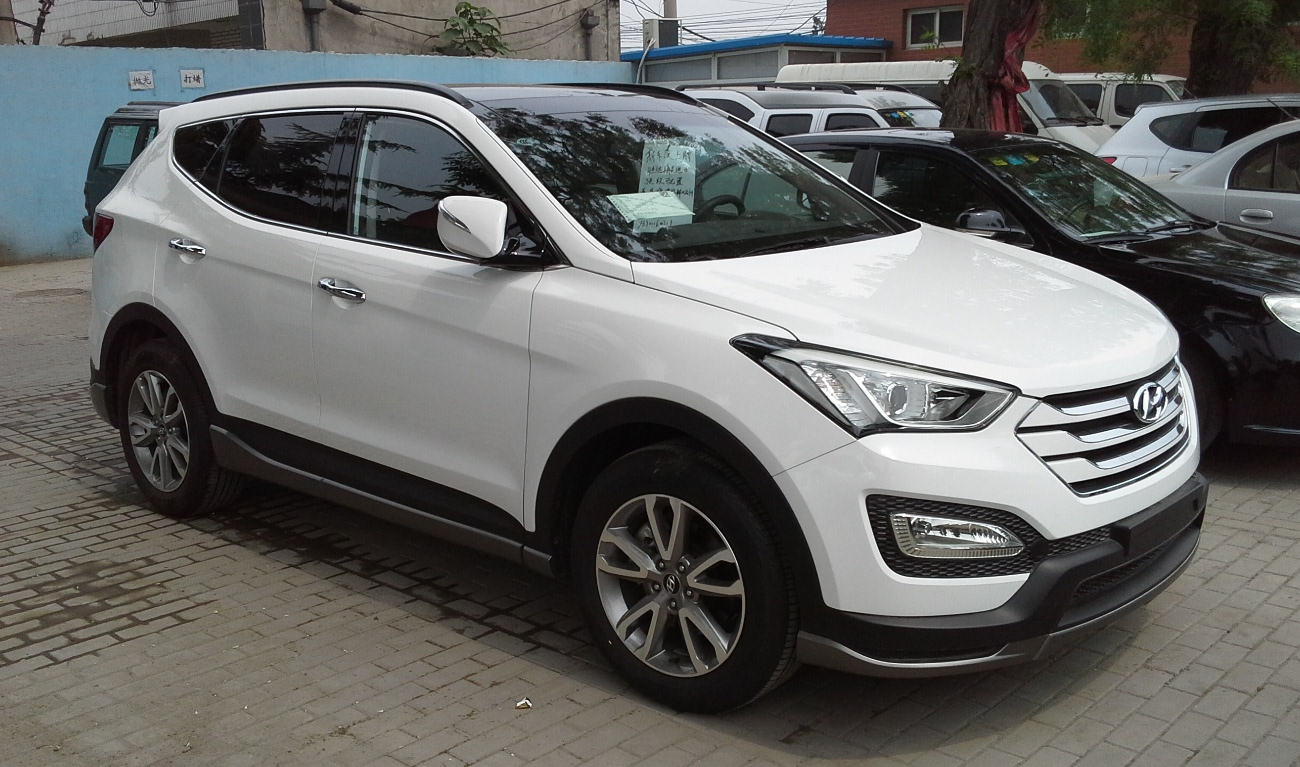
2012—2019 Hyundai Santa Fe DM (现代圣达菲DM)
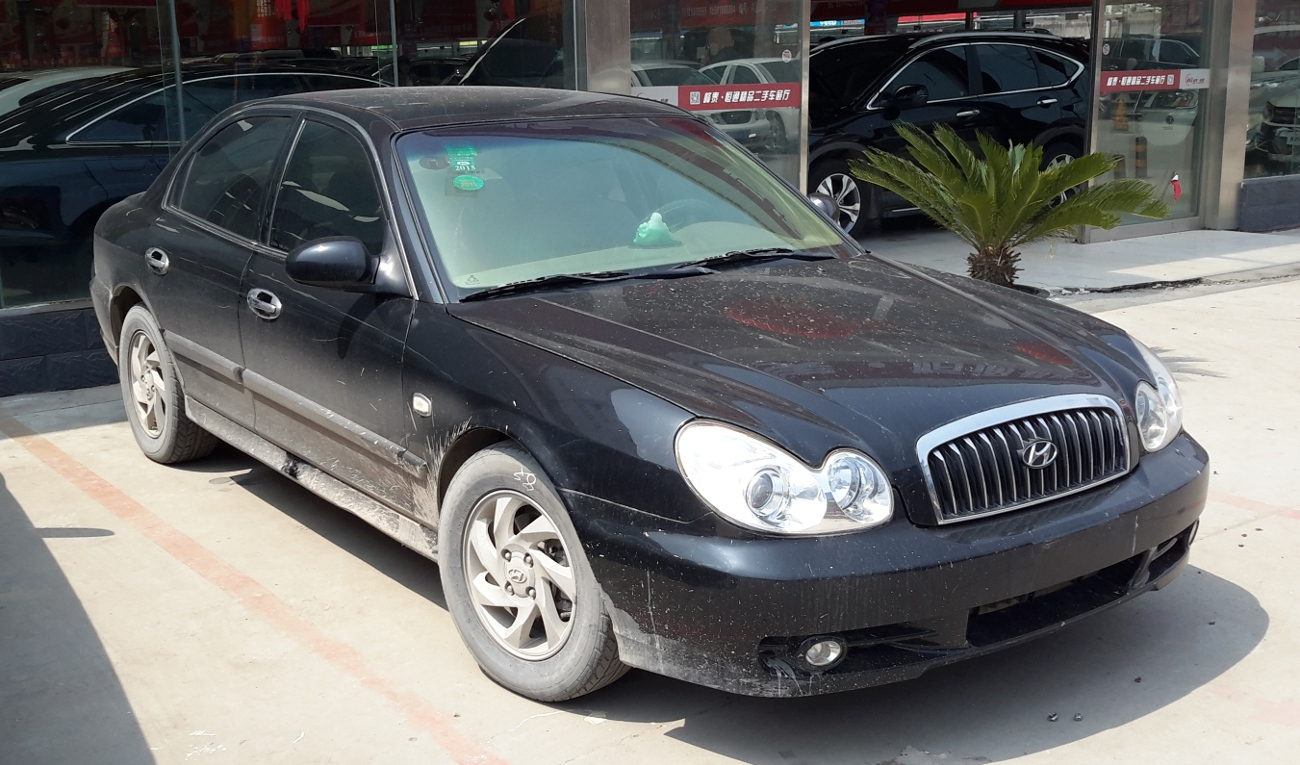
2002—2004 Hyundai Sonata EF (现代索纳塔EF)
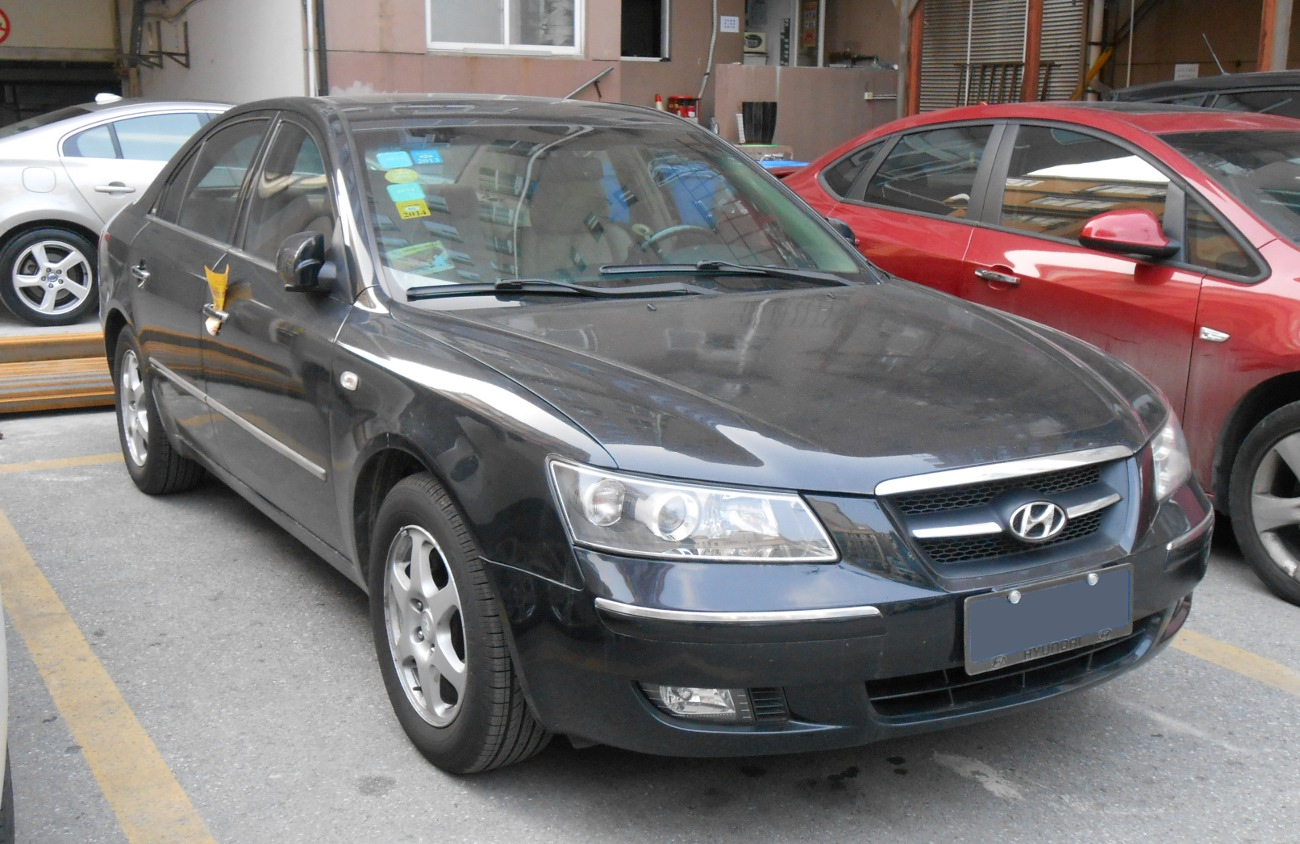
2005—2008 Hyundai Sonata NF (现代索纳塔NF)
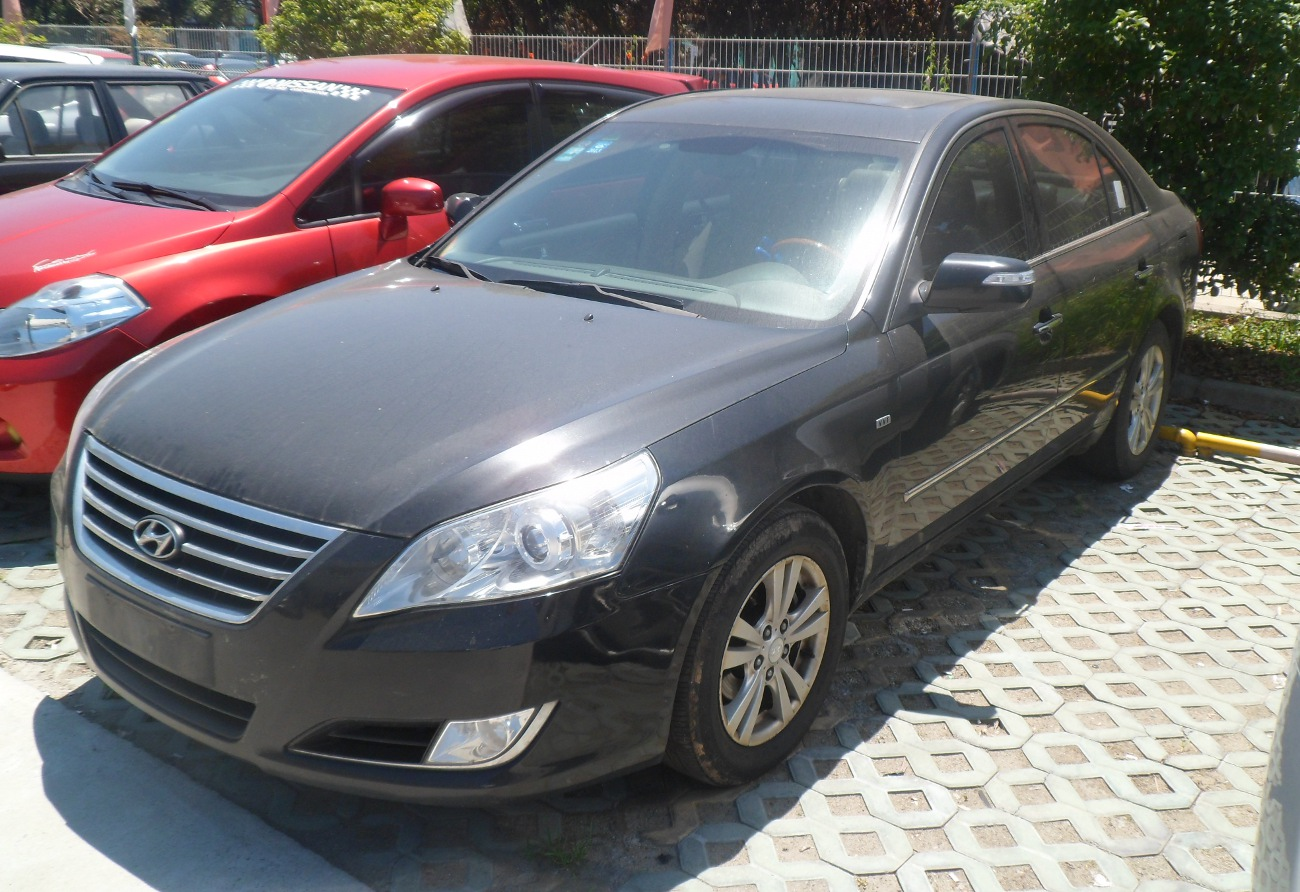
2008—2011 Hyundai Sonata Lingxiang NFC (现代索纳塔菱翔)
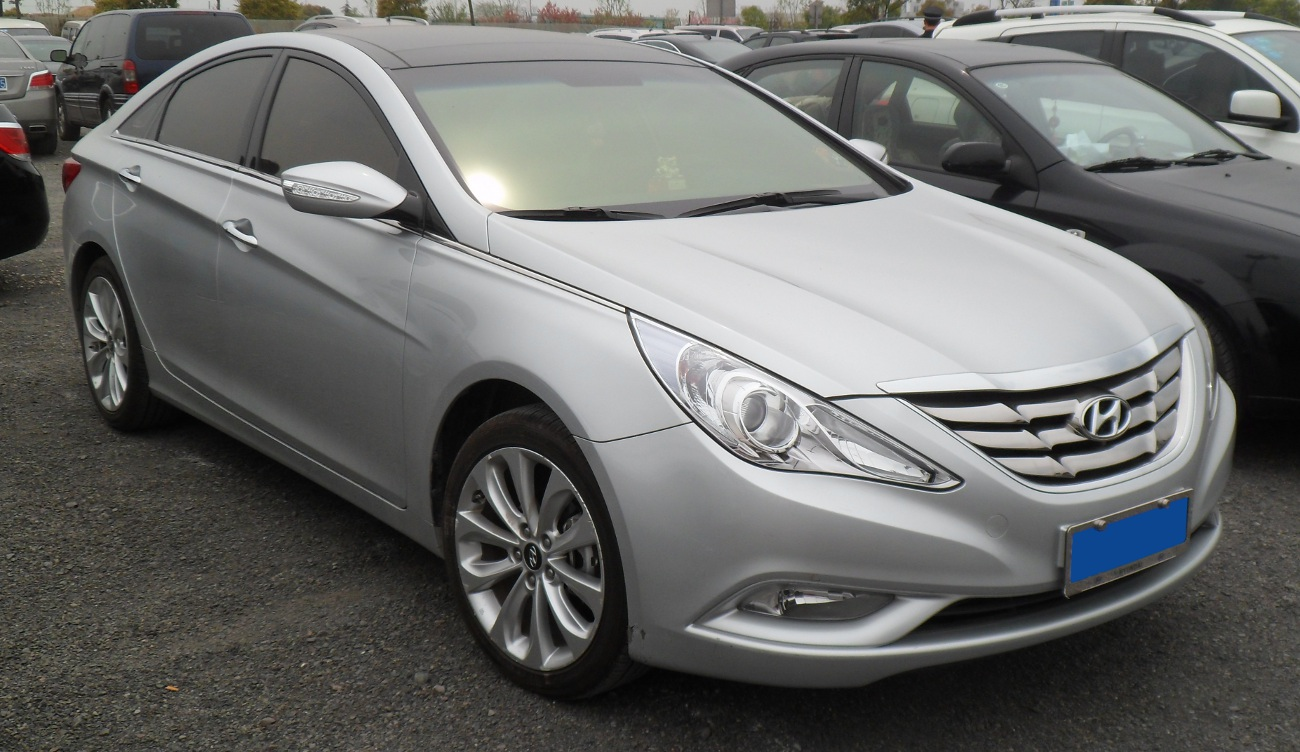
2011—2015 Hyundai Sonata YF (现代索纳塔YF)
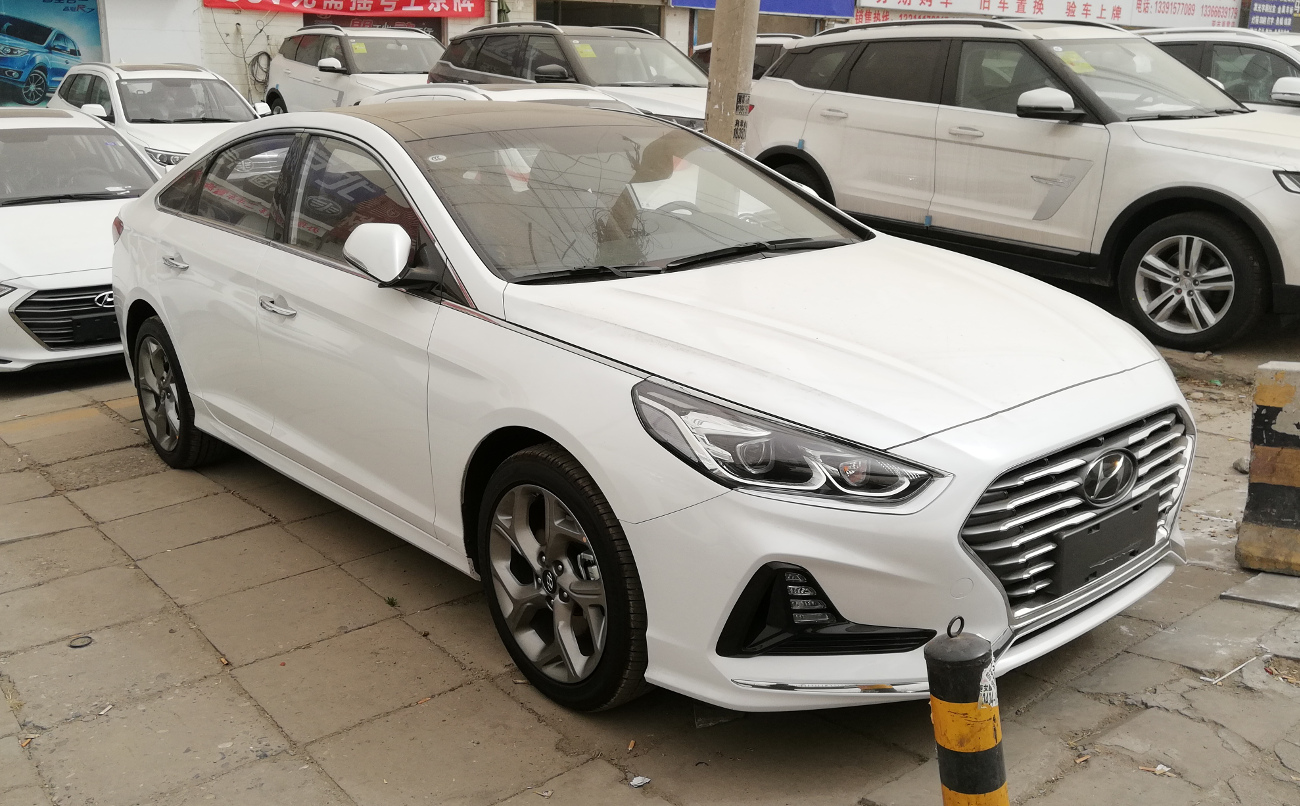
2015—2020 Hyundai Sonata LF (现代索纳塔LF)
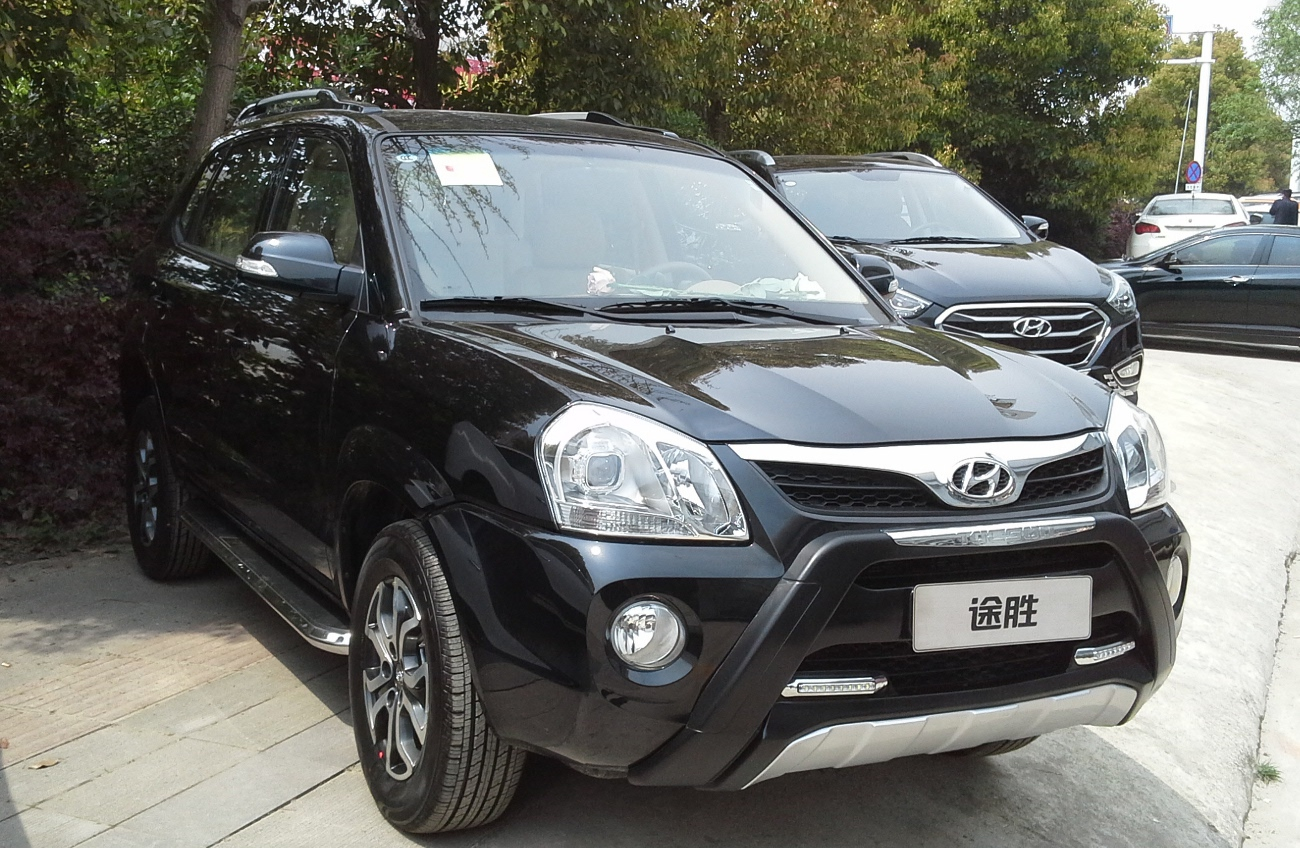
2005—2015 Hyundai Tucson JM (现代途胜JM)
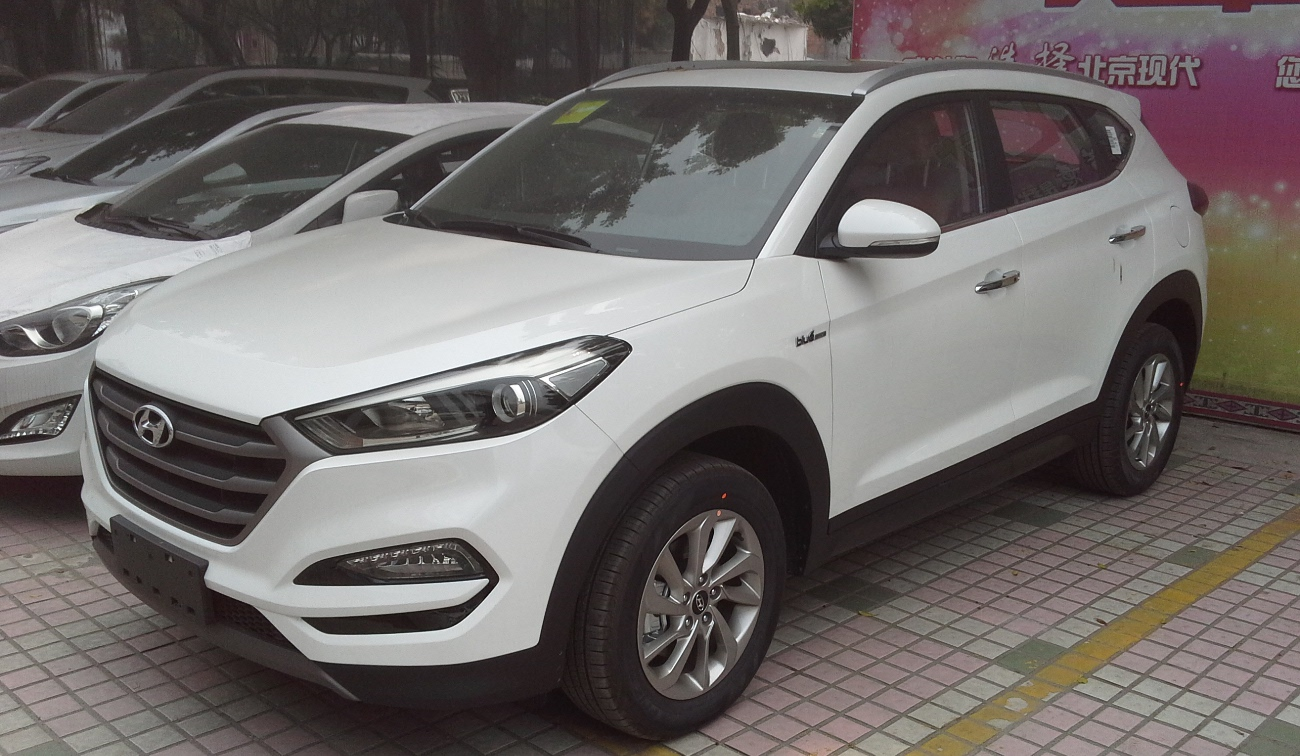
2015—2018 Hyundai Tucson TL (现代途胜TL)
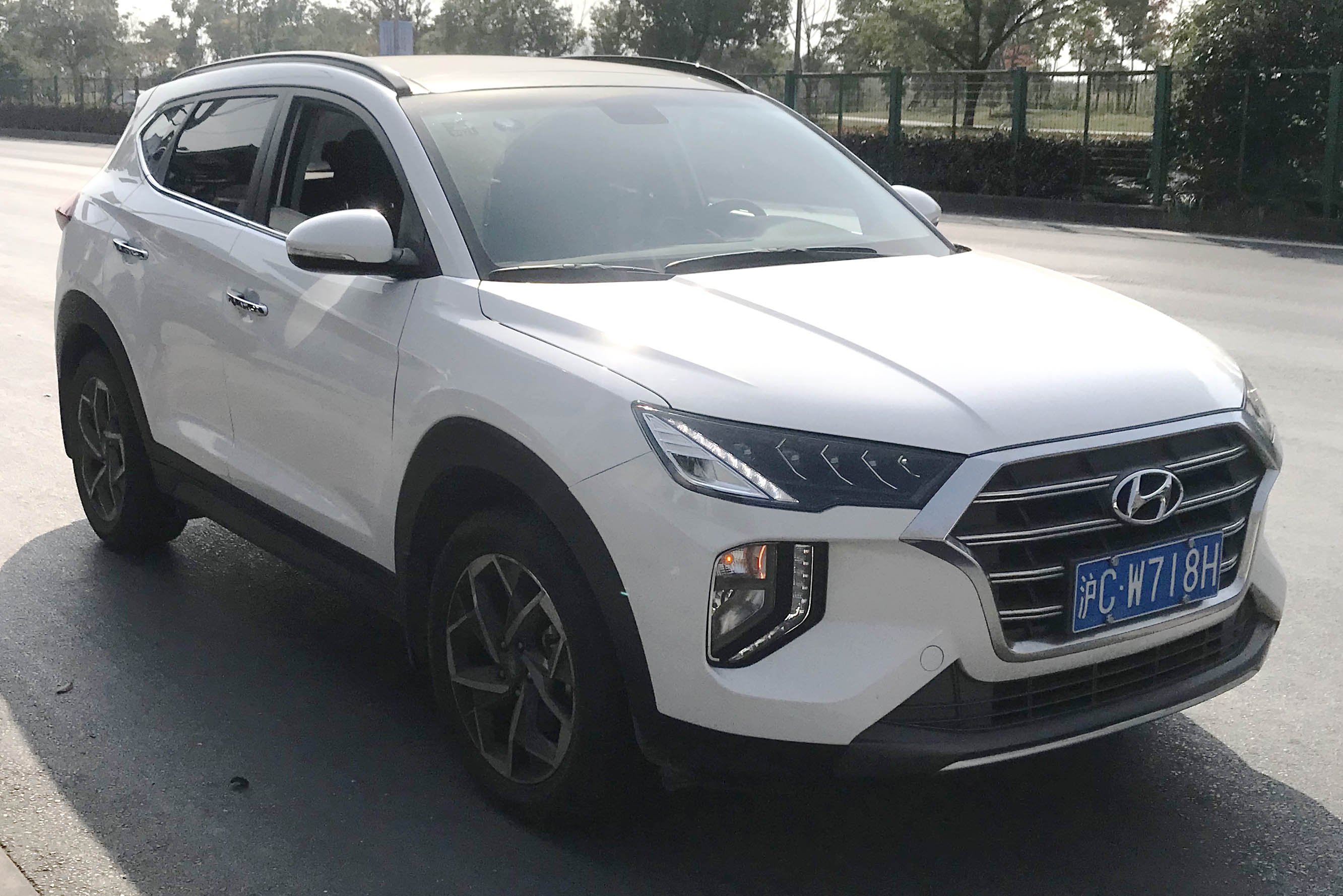
2019—2021 Hyundai Tucson TL (现代途胜TL)
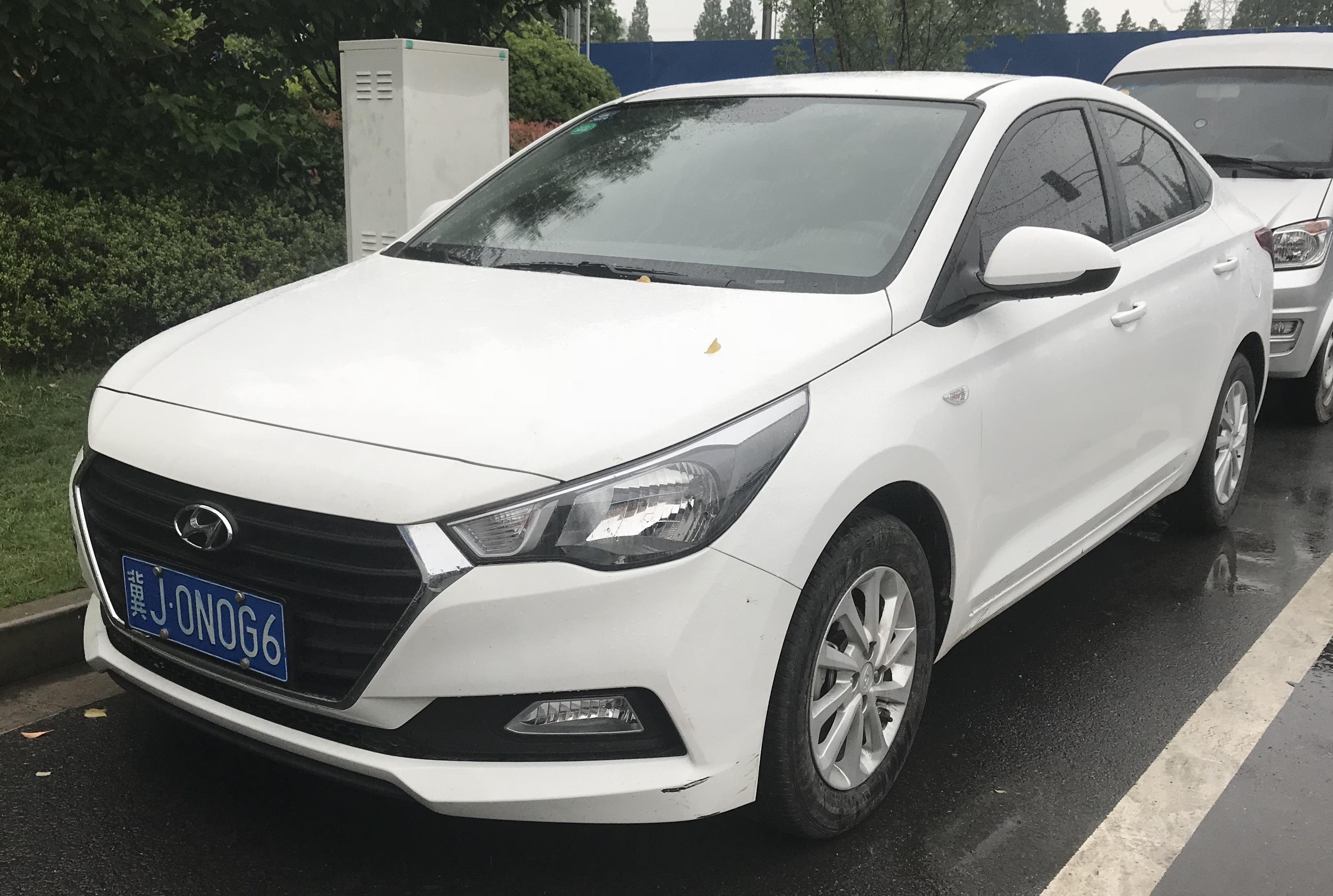
2019—2022 Hyundai Verna HC (现代瑞纳)
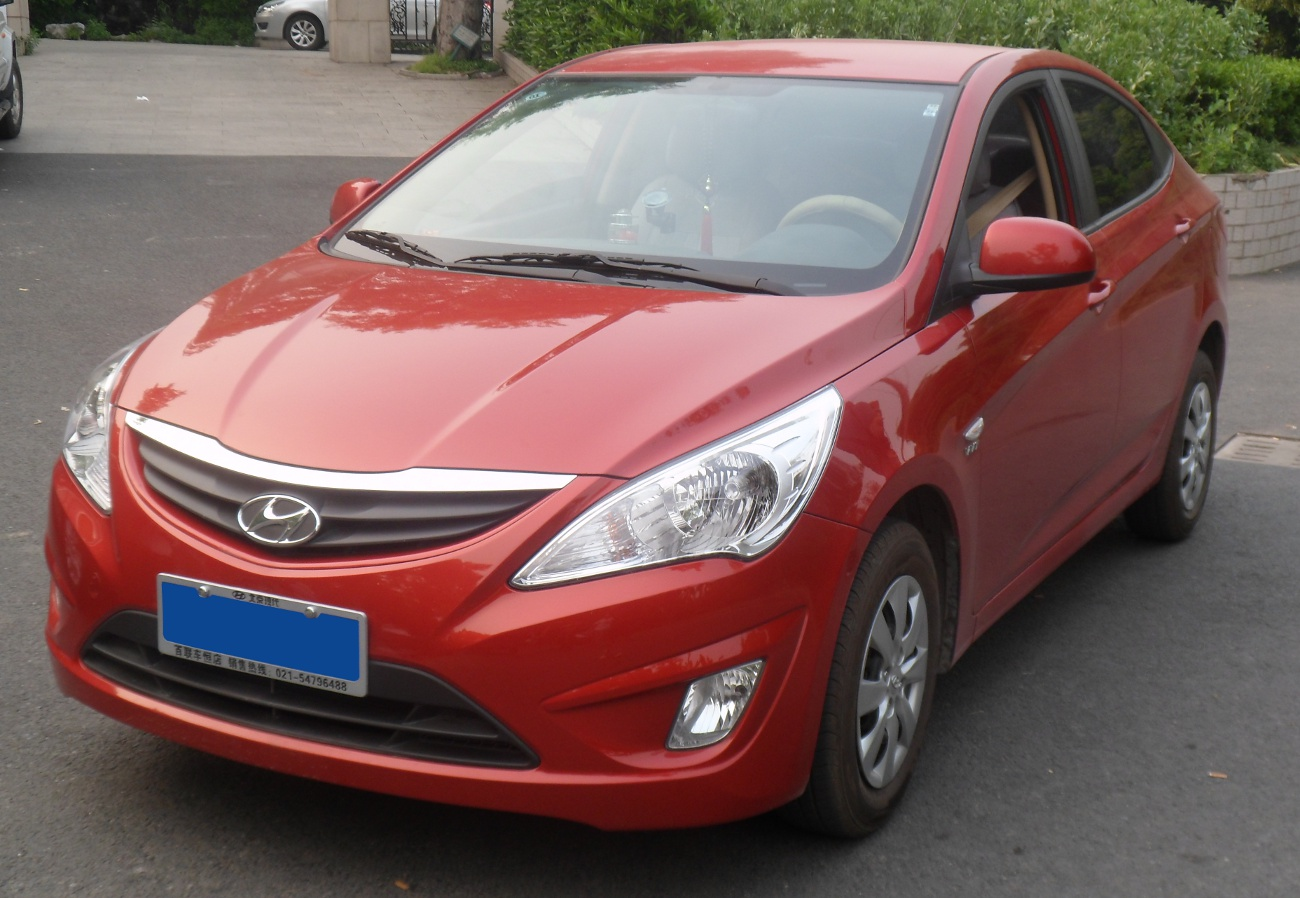
2010—2013 Hyundai Verna RC I (现代雅绅特RC)
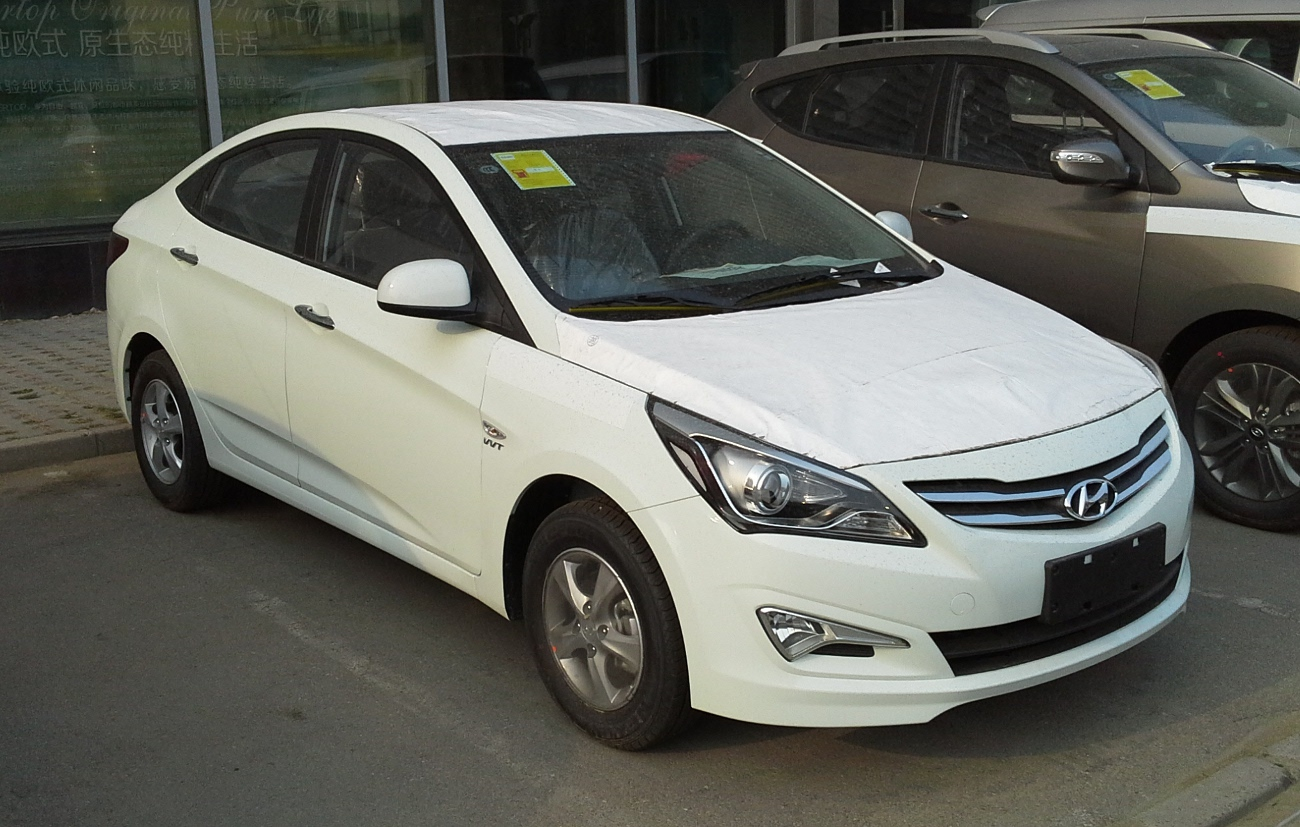
2014—2018 Hyundai Verna RC II (现代雅绅特RC)
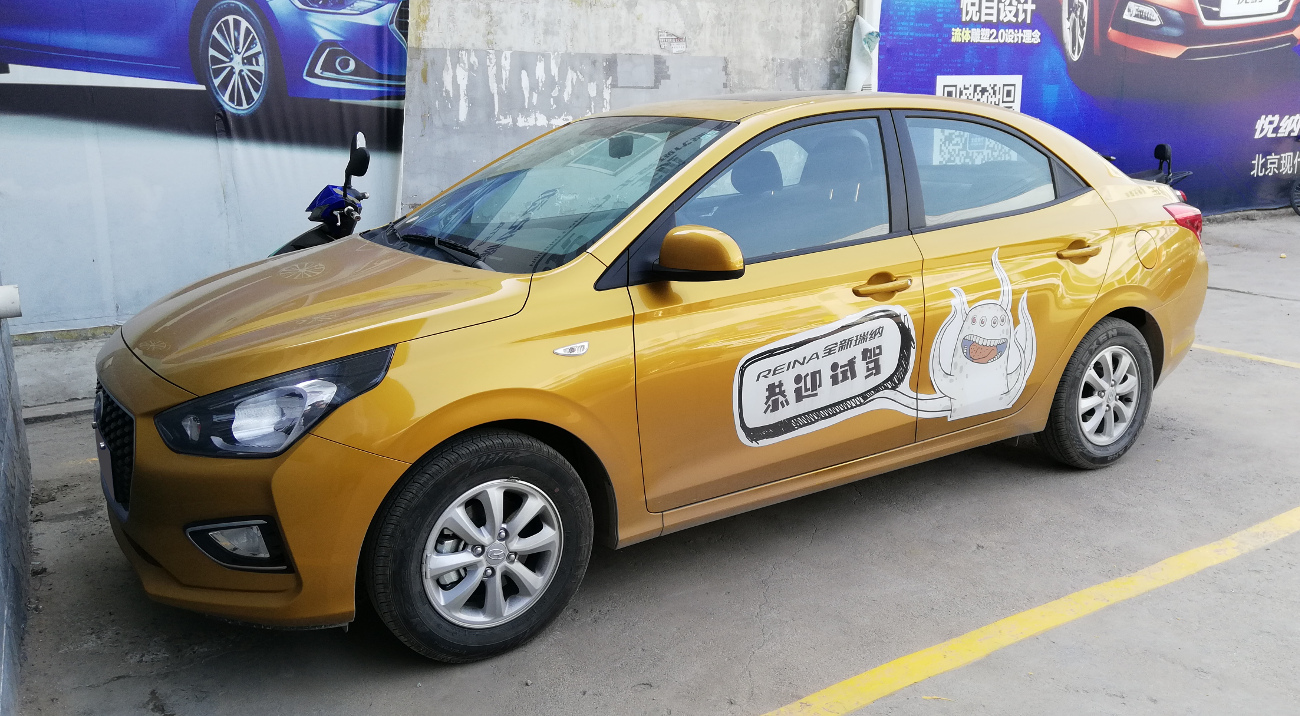
2017—2021 Hyundai Reina (现代瑞纳)

### Выпускаемые импортные автомобили

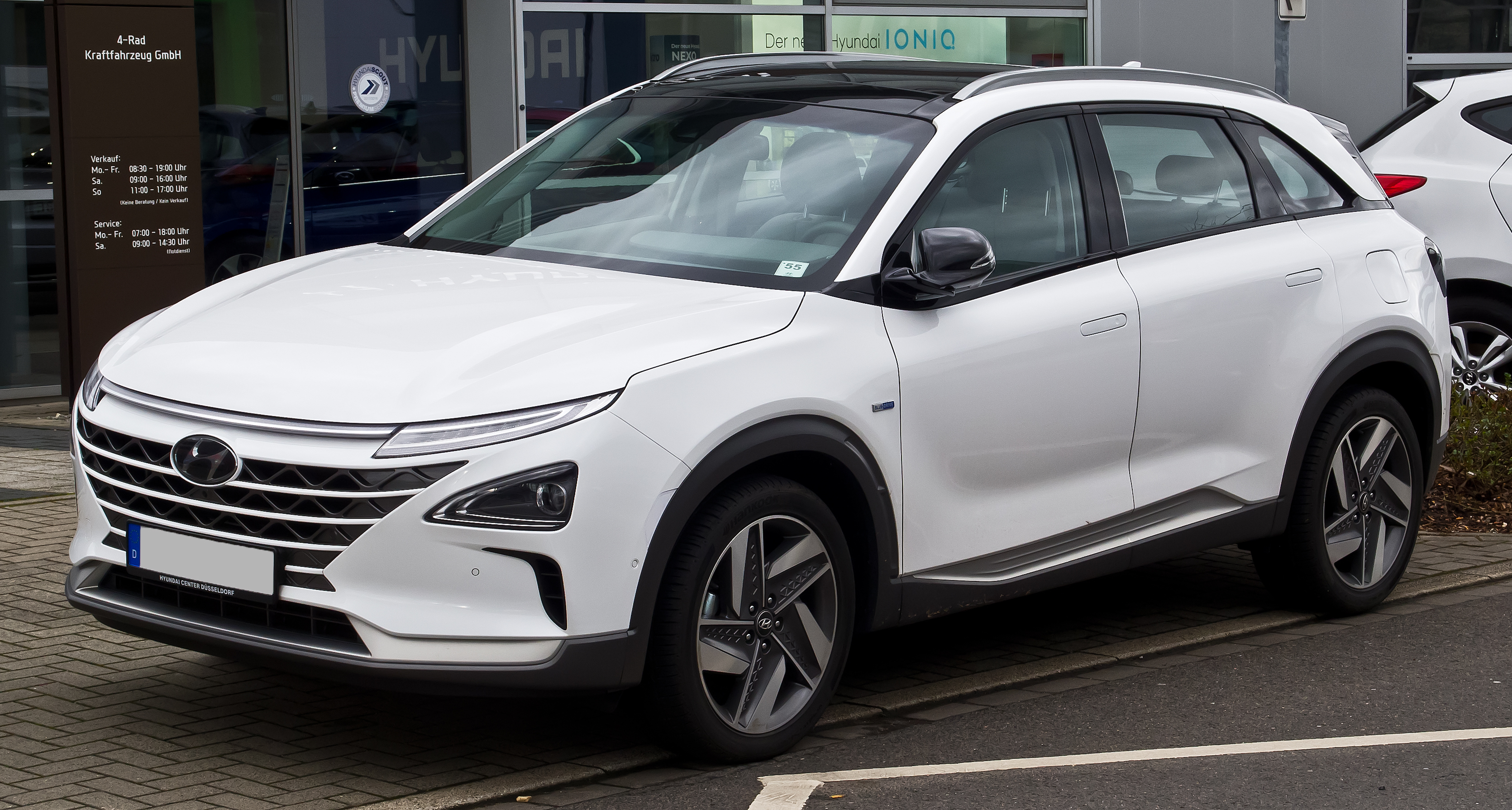
2018 Hyundai Nexo (现代 Nexo)
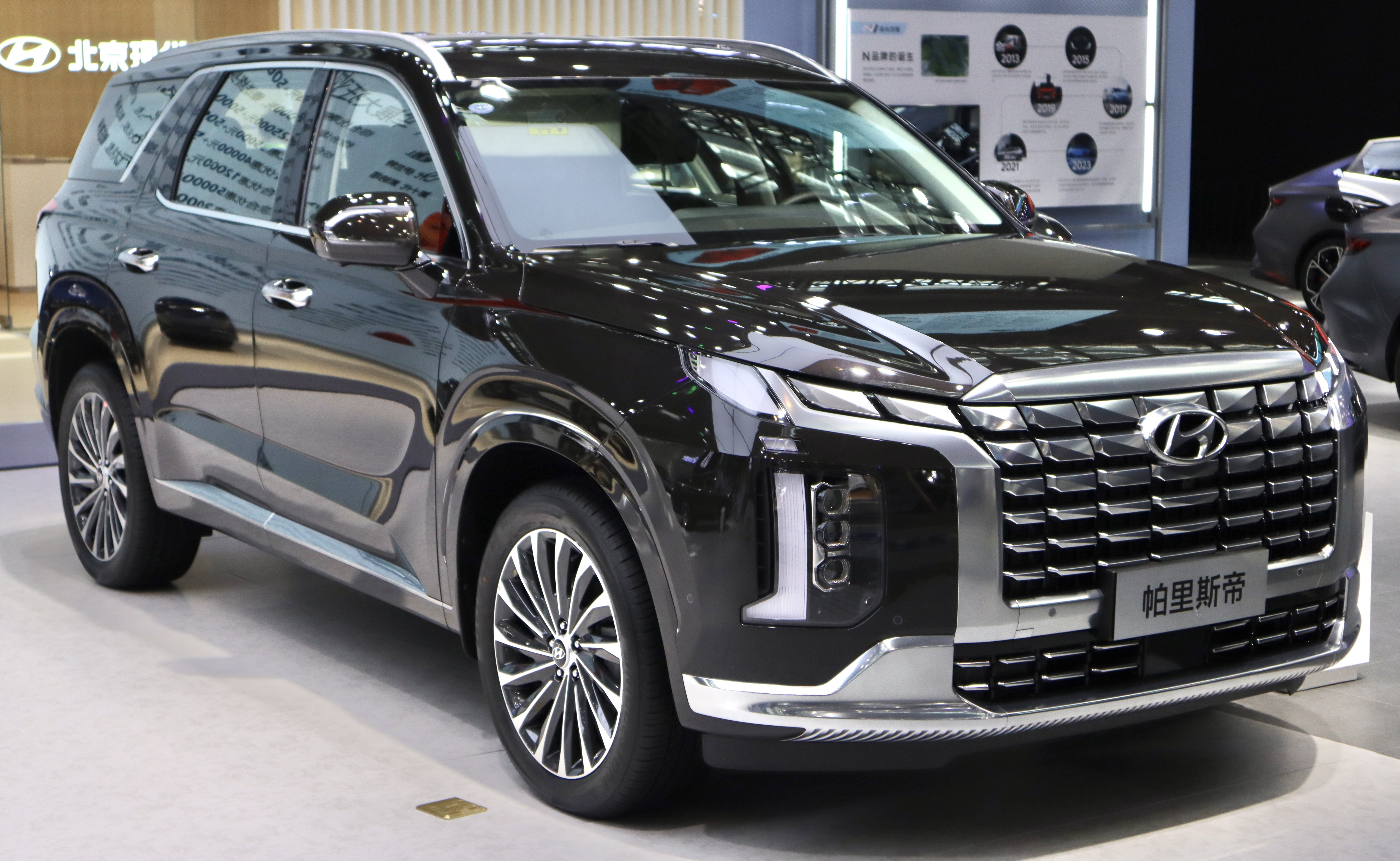
2020 Hyundai Palisade (现代帕里斯帝)
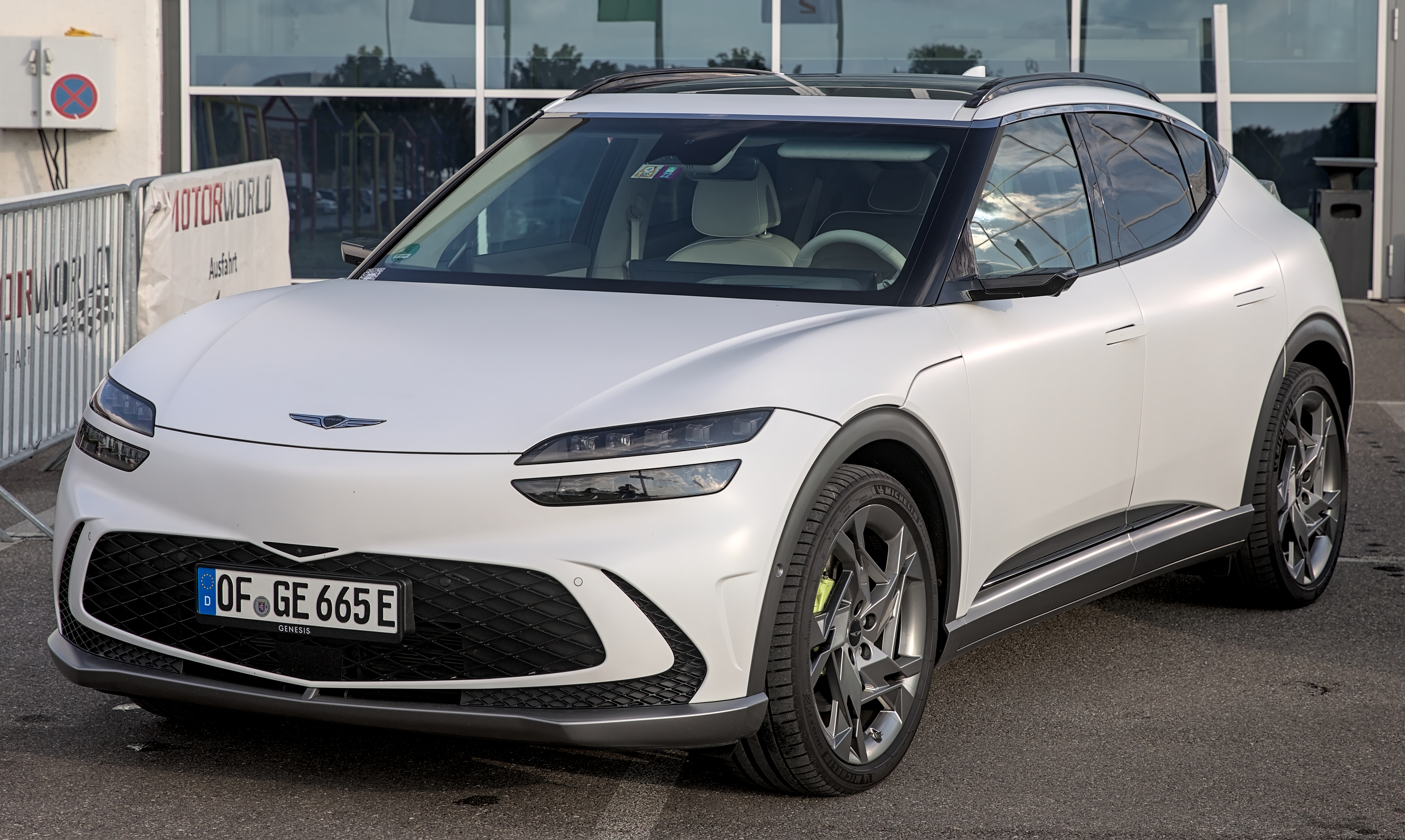
2021 Genesis GV60 (捷恩斯 GV60)
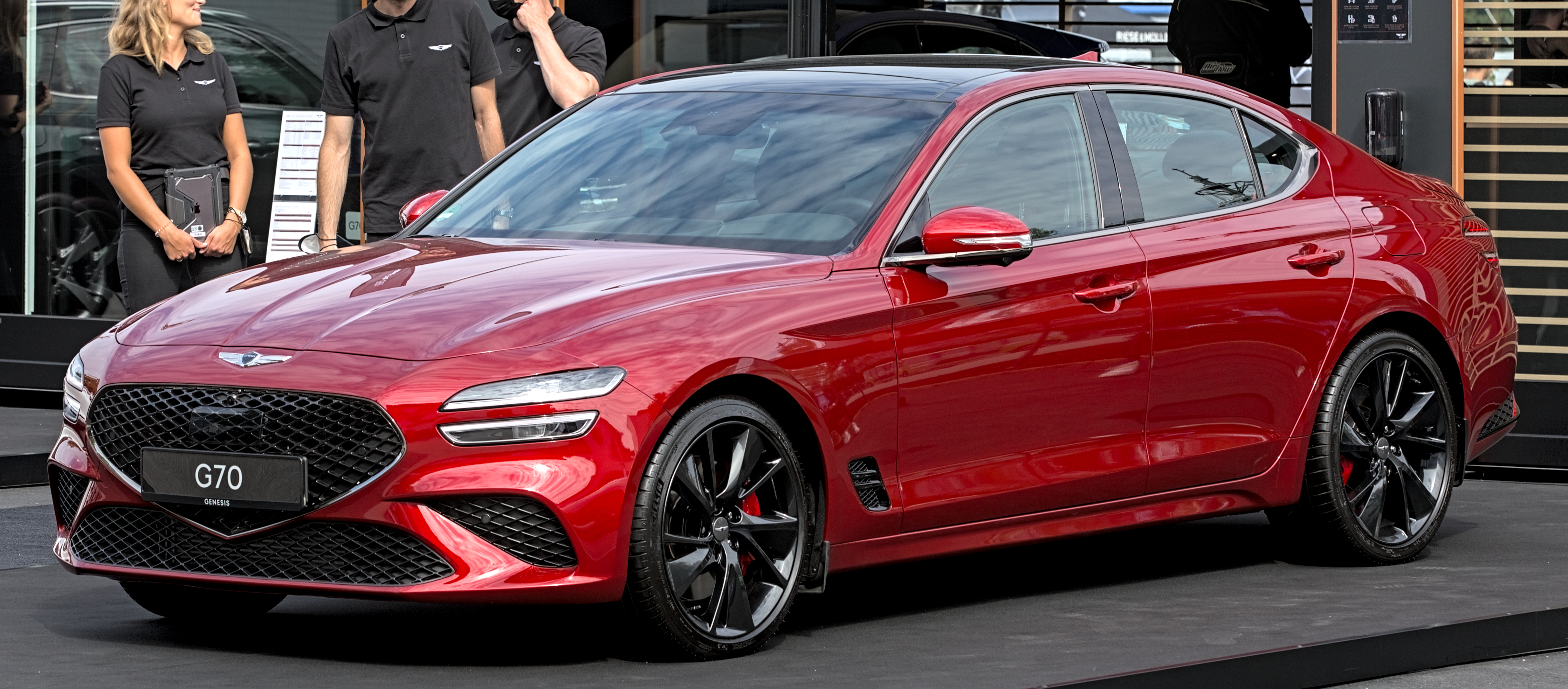
2021 Genesis G70 (捷恩斯 G70)
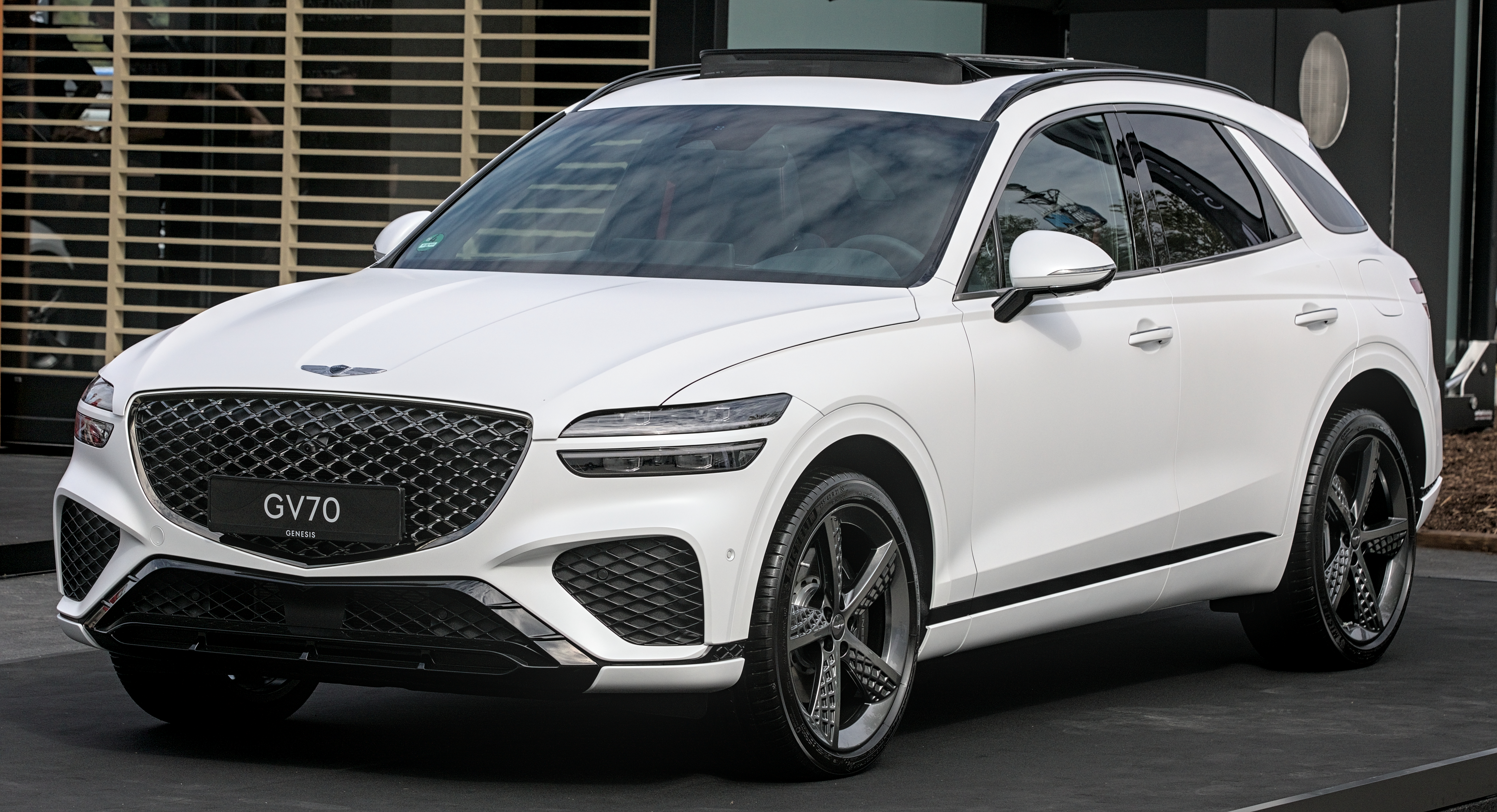
2020 Genesis GV70 (捷恩斯 GV70)
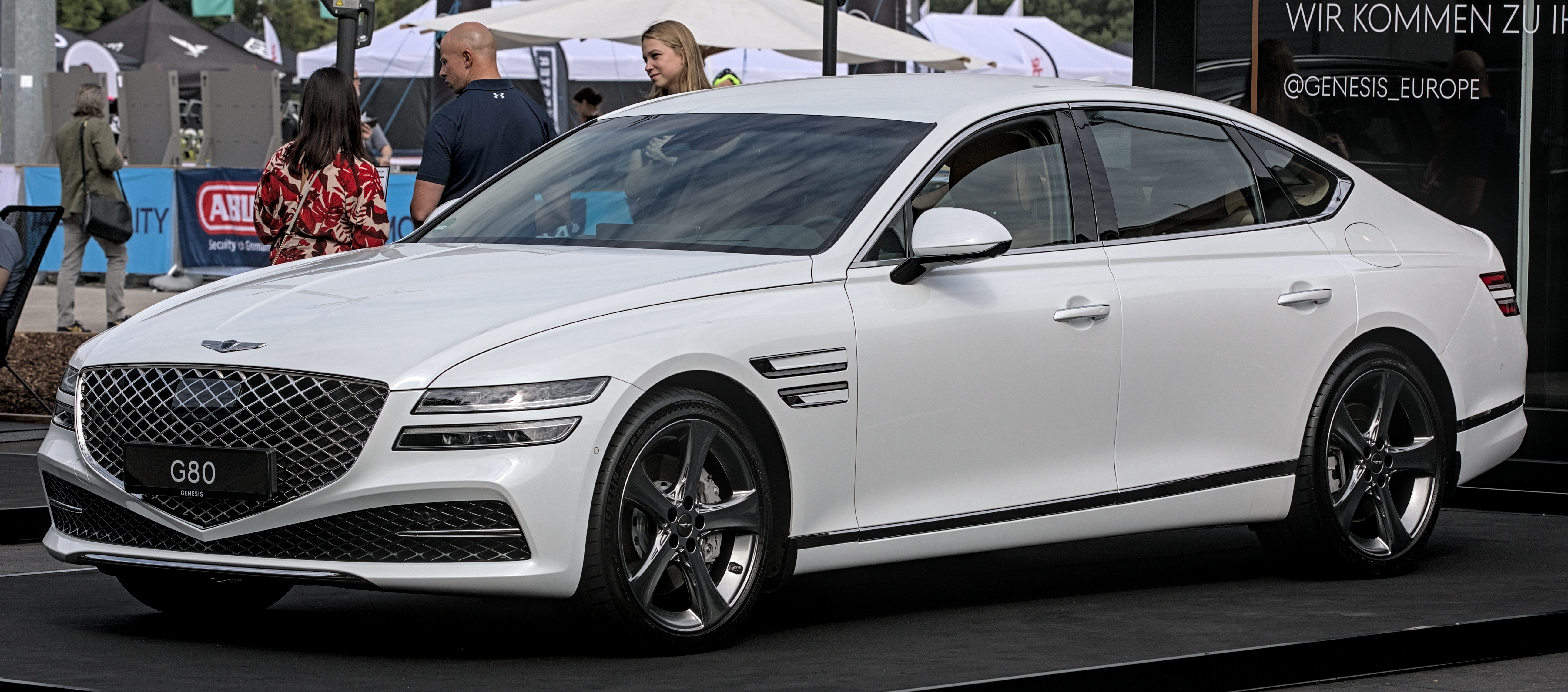
2021 Genesis G80 (捷恩斯 G80)
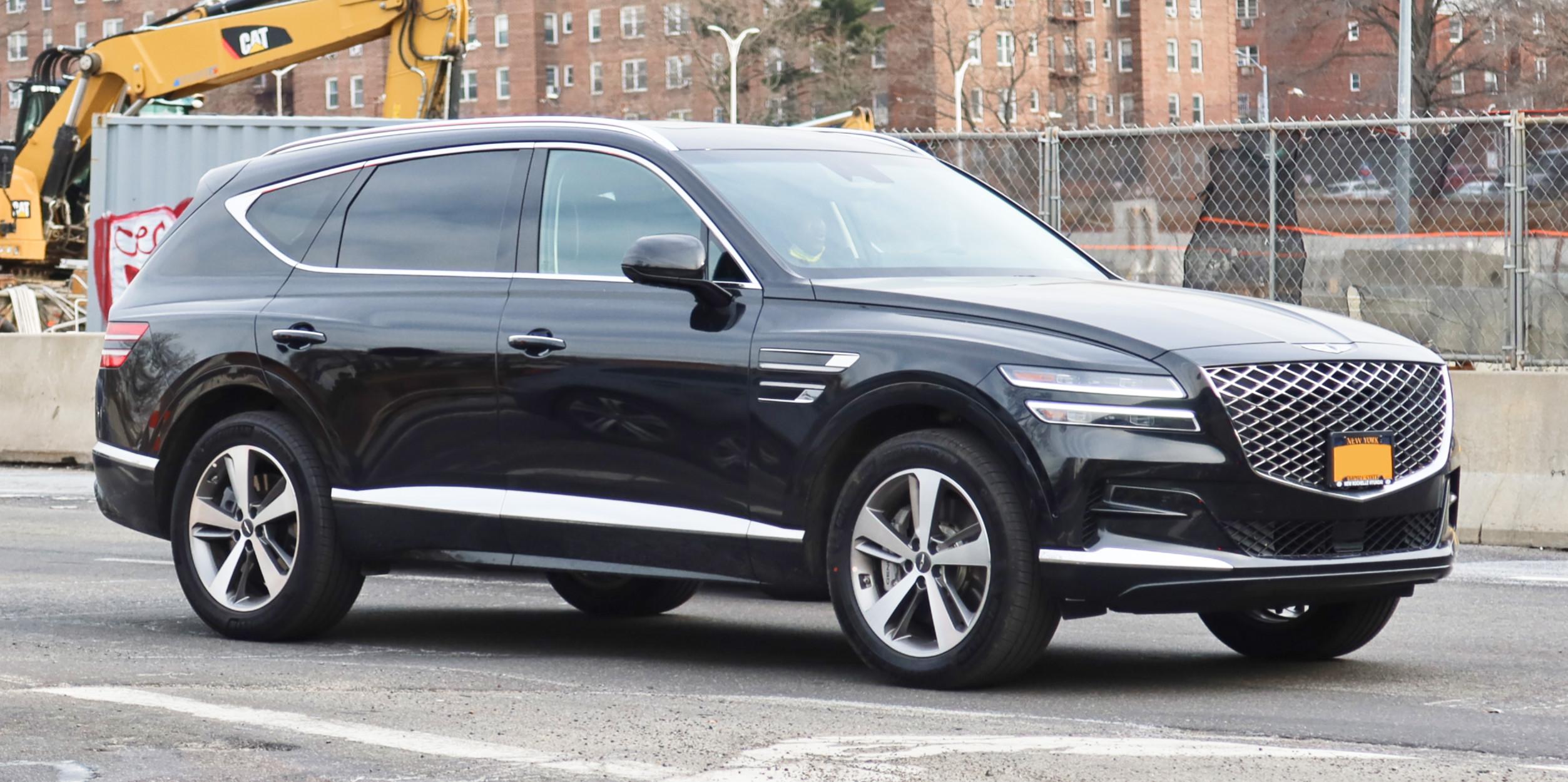
2021 Genesis GV80 (捷恩斯 GV80)
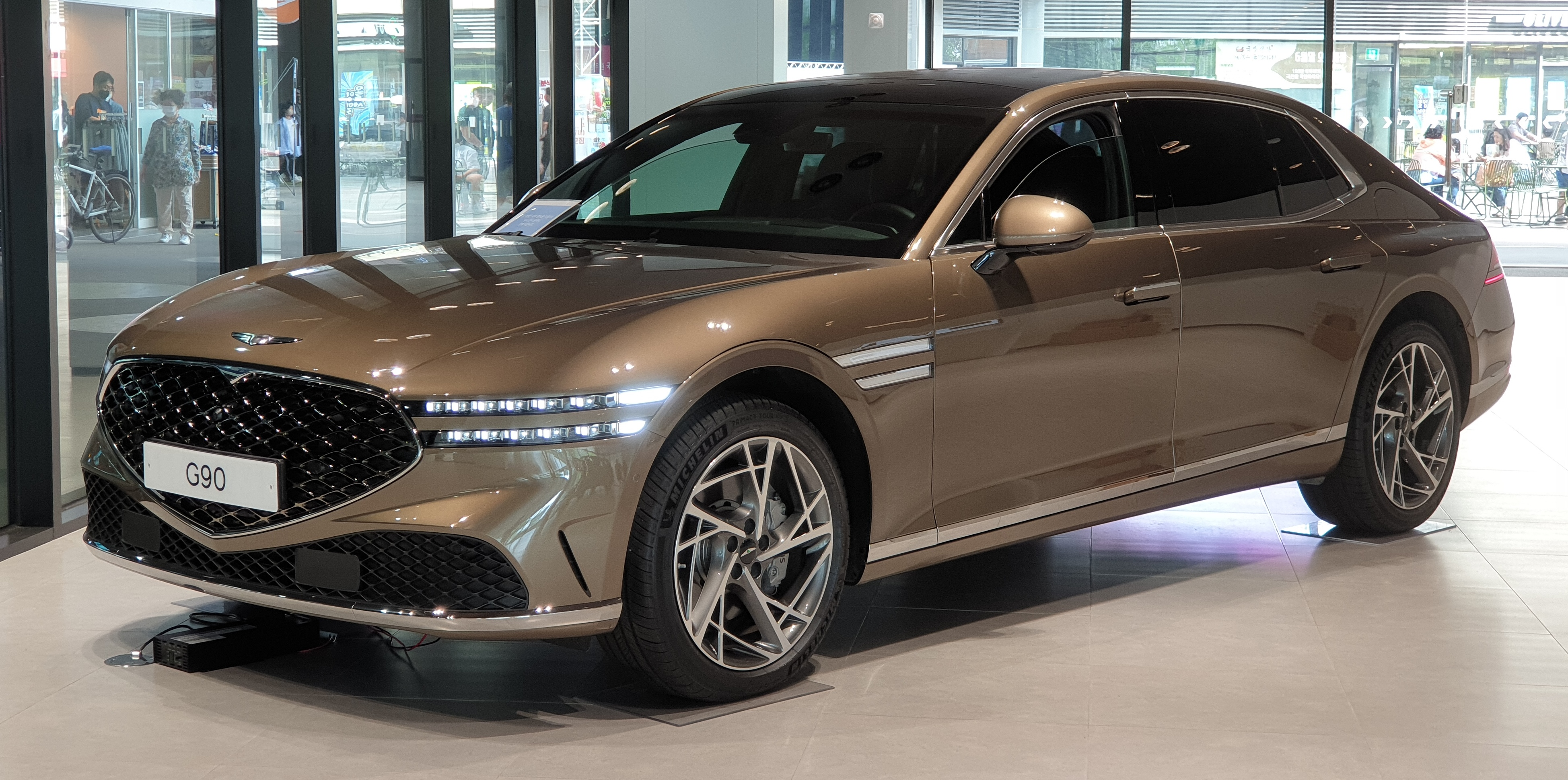
2021 Genesis G90 (捷恩斯 G90)

### Импортные модели, снятые с производства

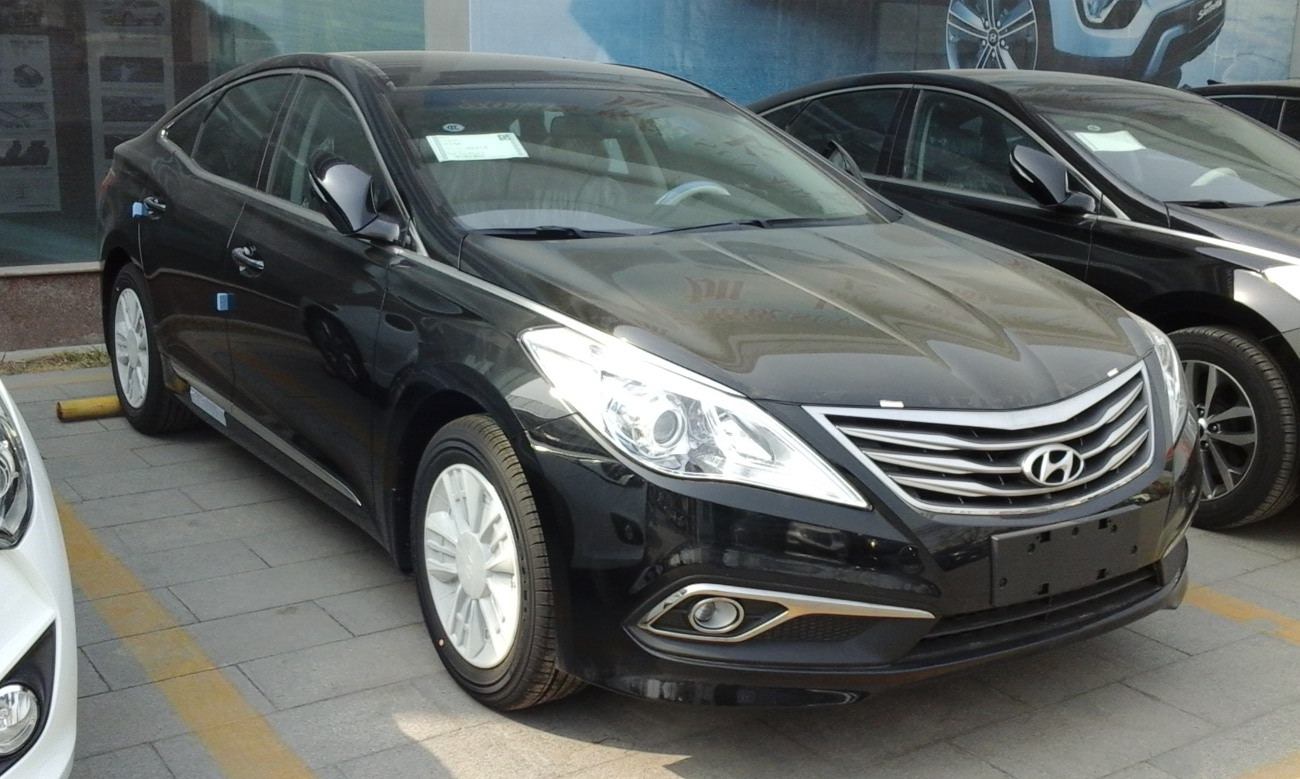
2006—2015 Hyundai Azera (现代雅尊)
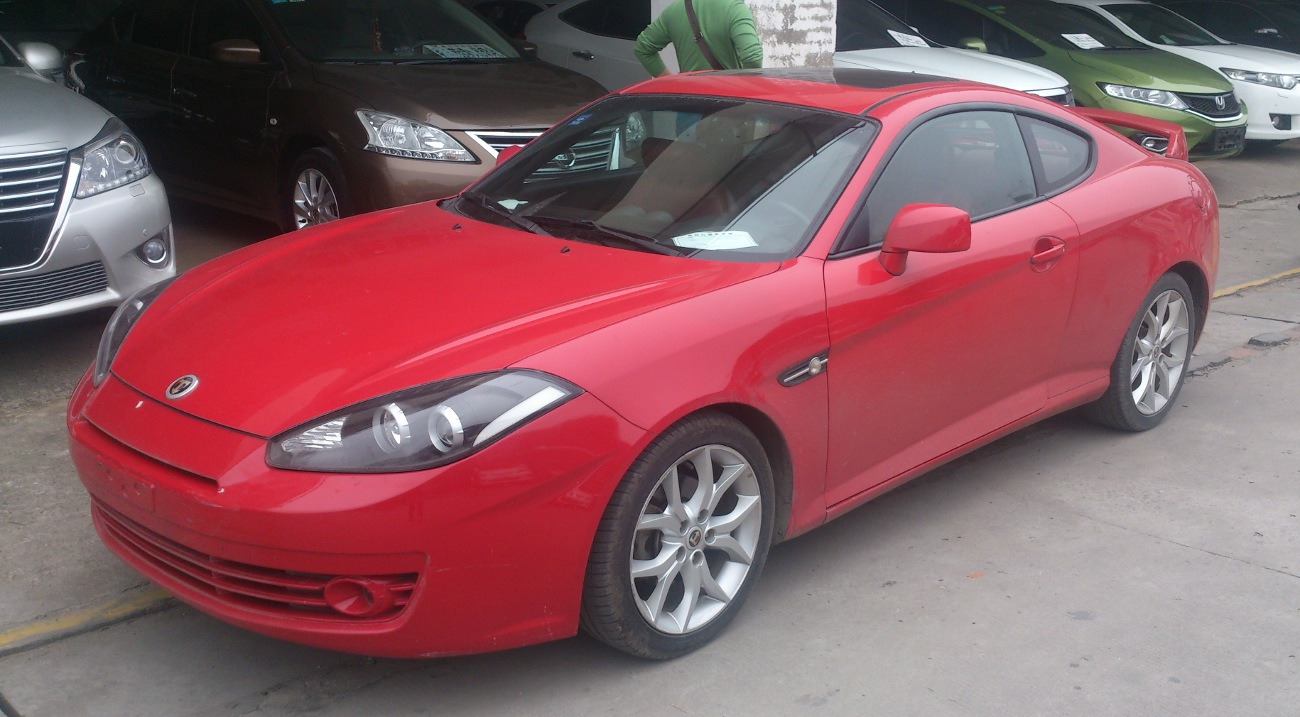
2004—2006 Hyundai Coupé (现代酷派)
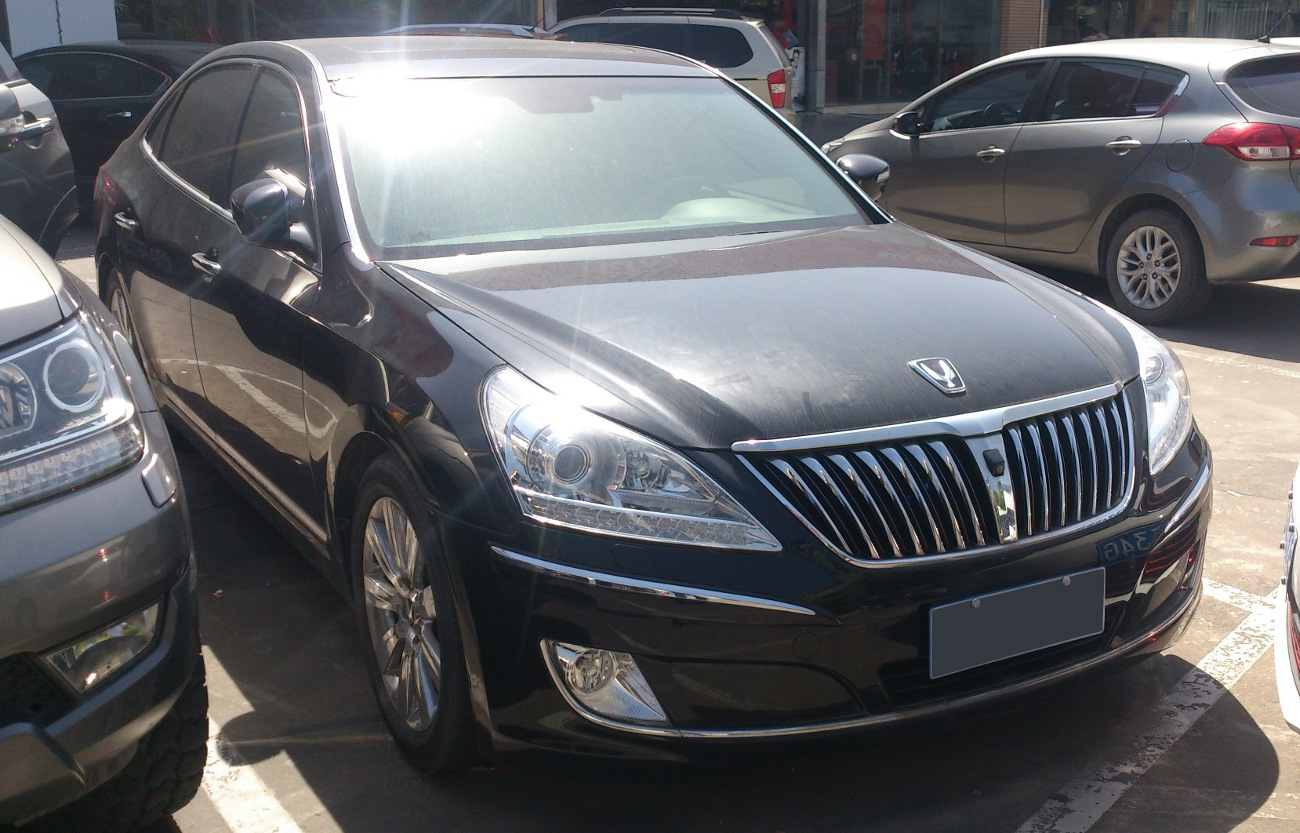
2004—2014 Hyundai Equus (现代雅科仕)
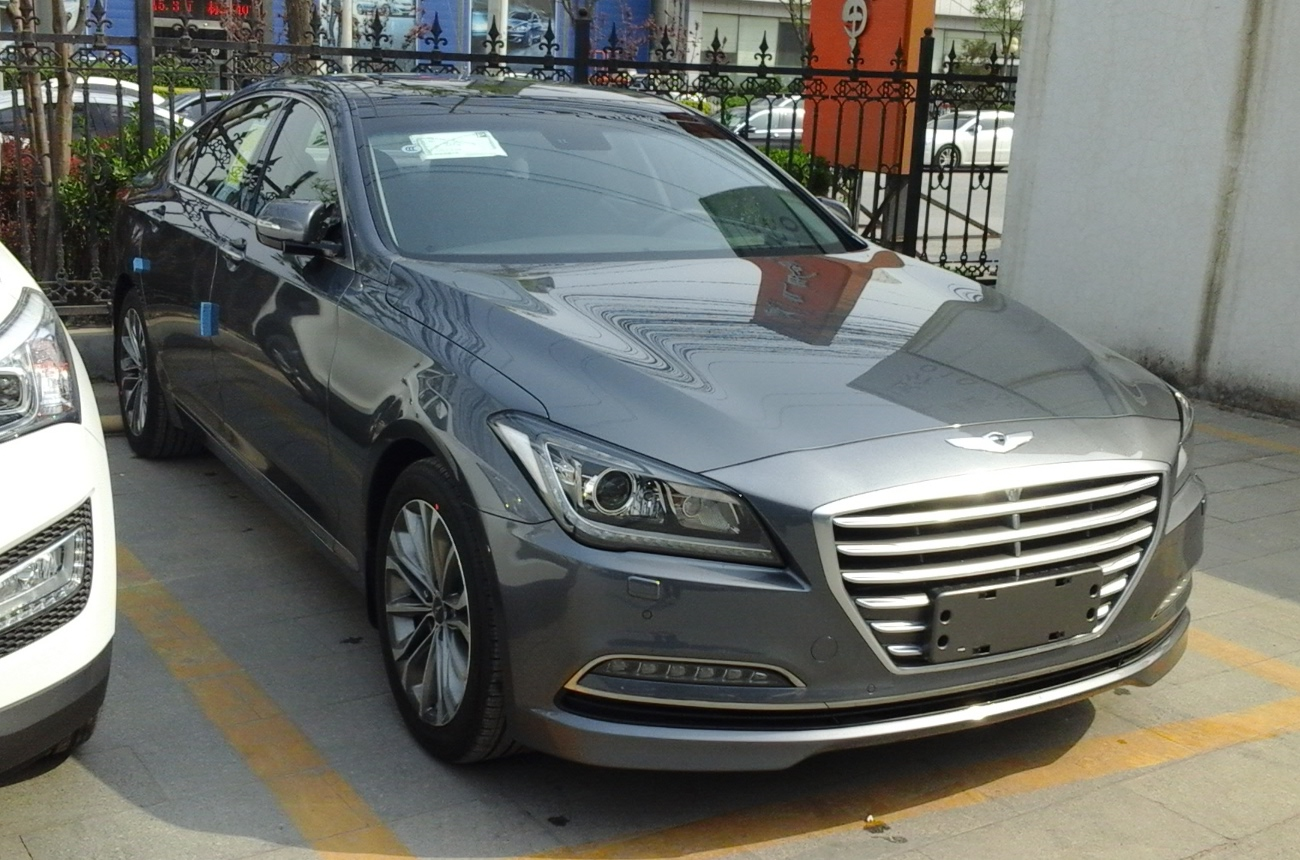
2015 Hyundai Genesis (现代捷恩斯)
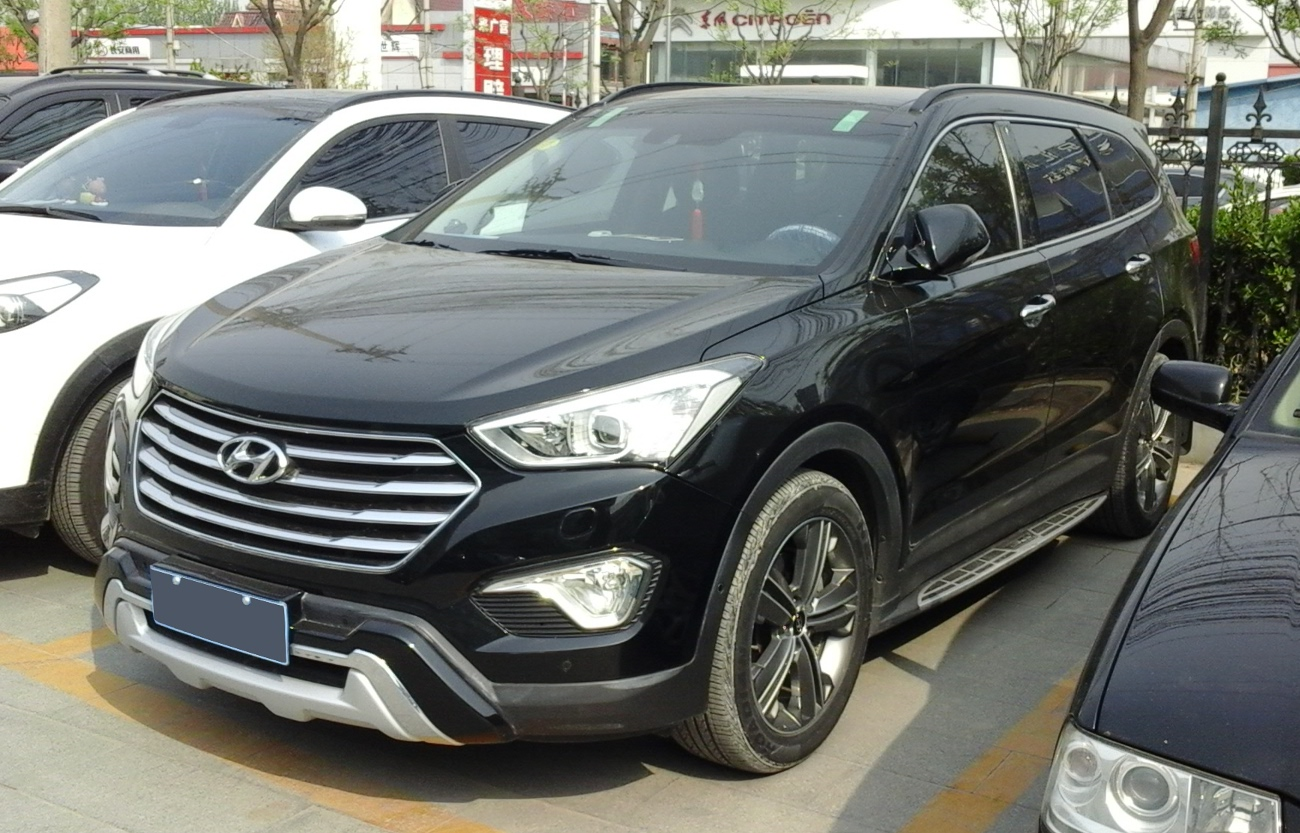
2013—2017 Hyundai Grand Santa Fe (现代Grand Santa Fe)
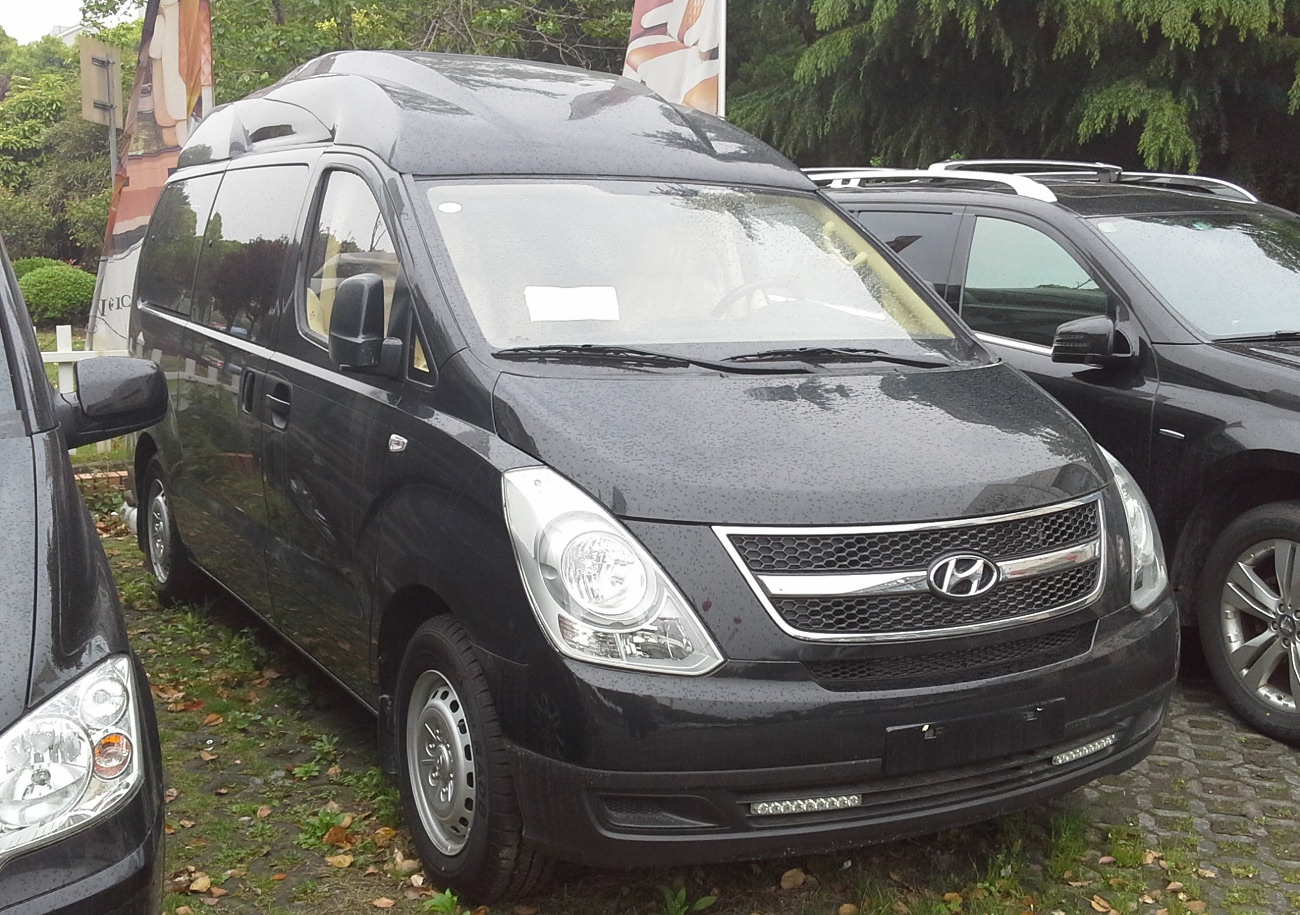
2011 Hyundai H-1 (现代H-1)
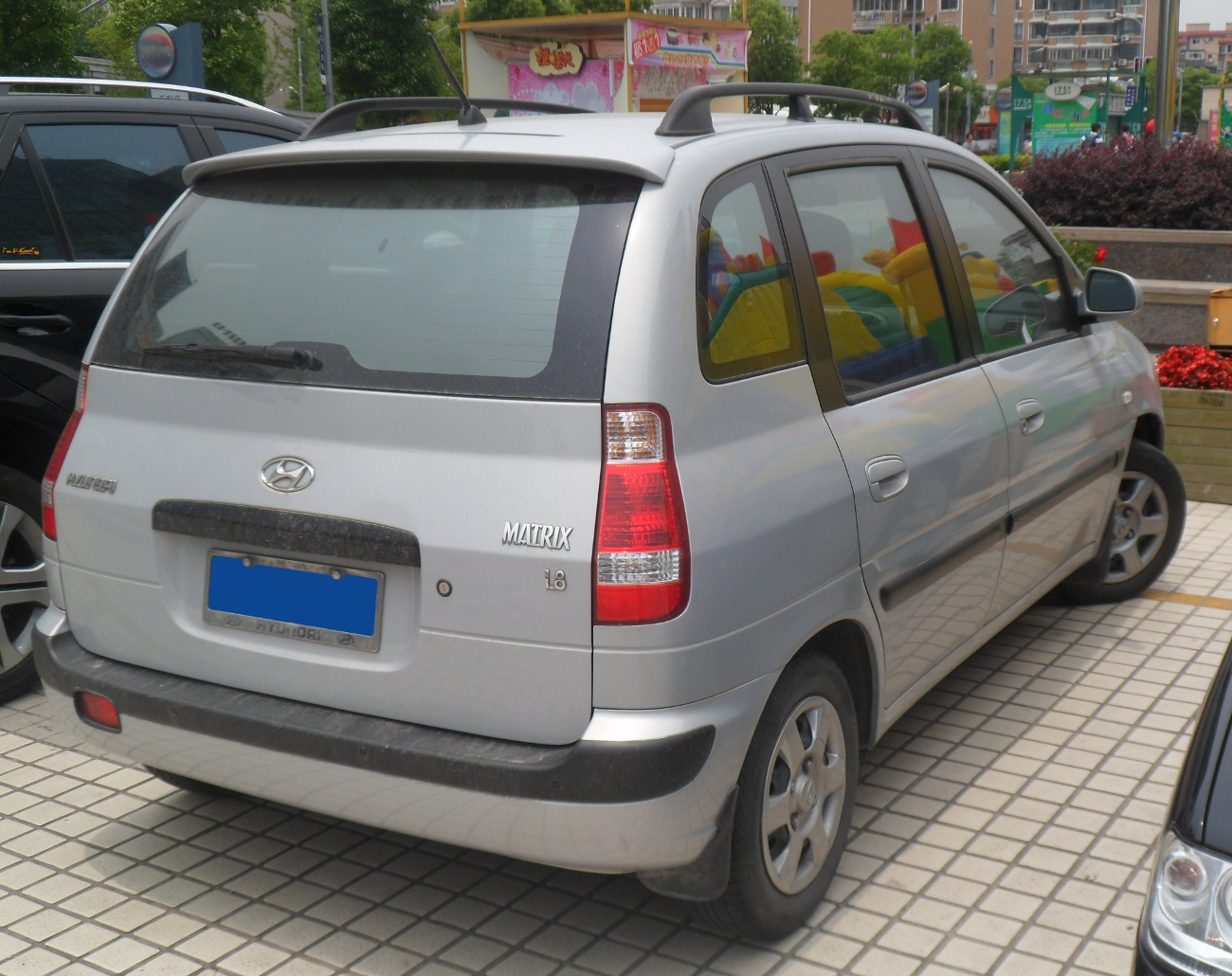
2005 Hyundai Matrix (现代美佳)
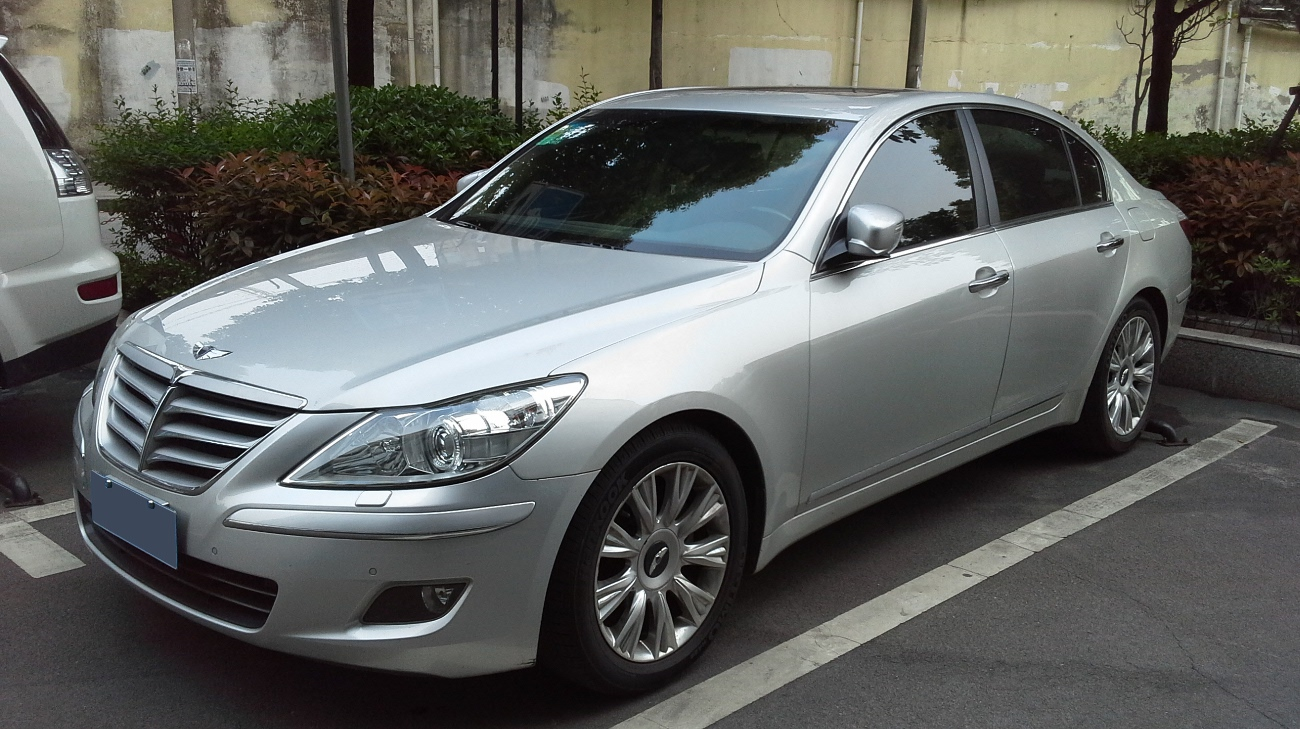
2008—2012 Hyundai Rohens (现代劳恩斯)
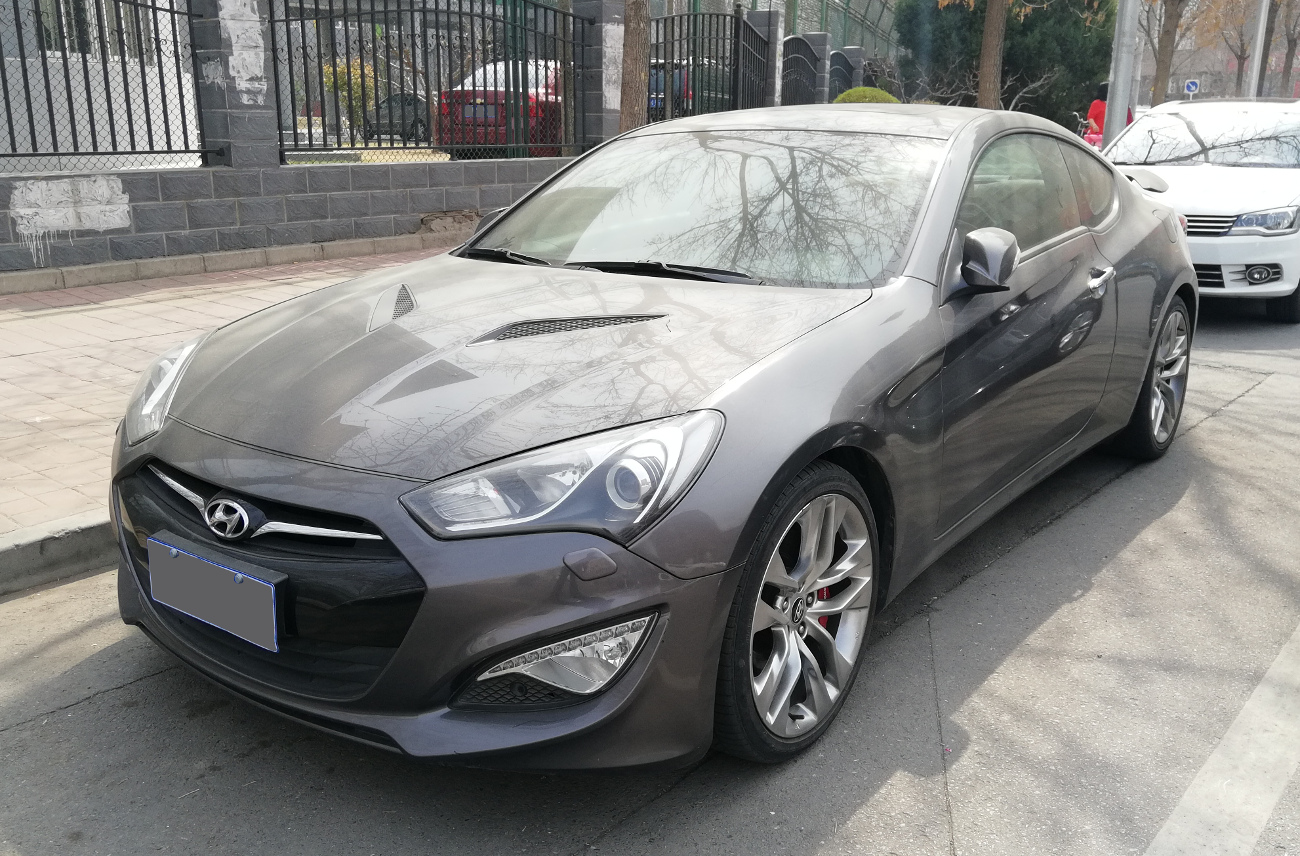
2009—2012 Hyundai Rohens Coupe (现代劳恩斯酷派)
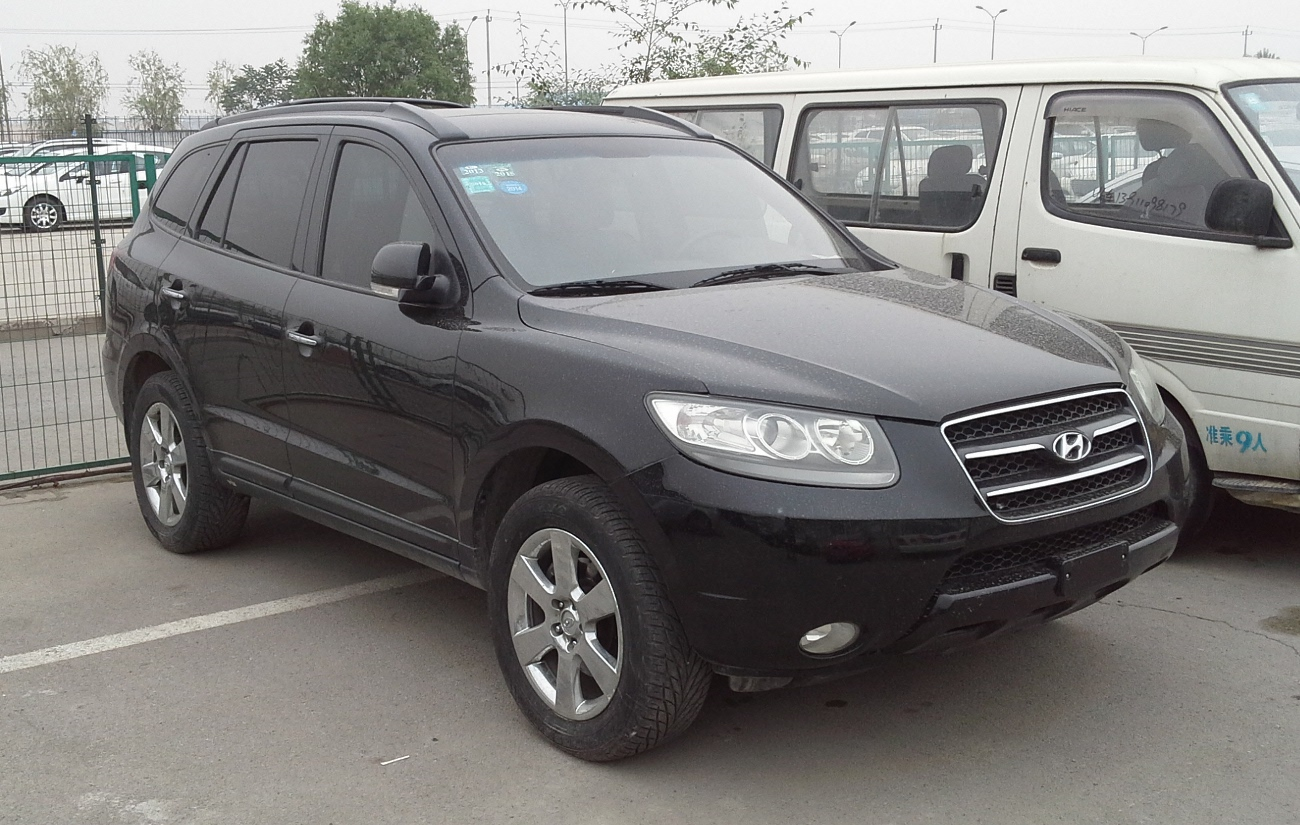
2006—2012 Hyundai Santa Fe CM (现代圣达菲 (进口))
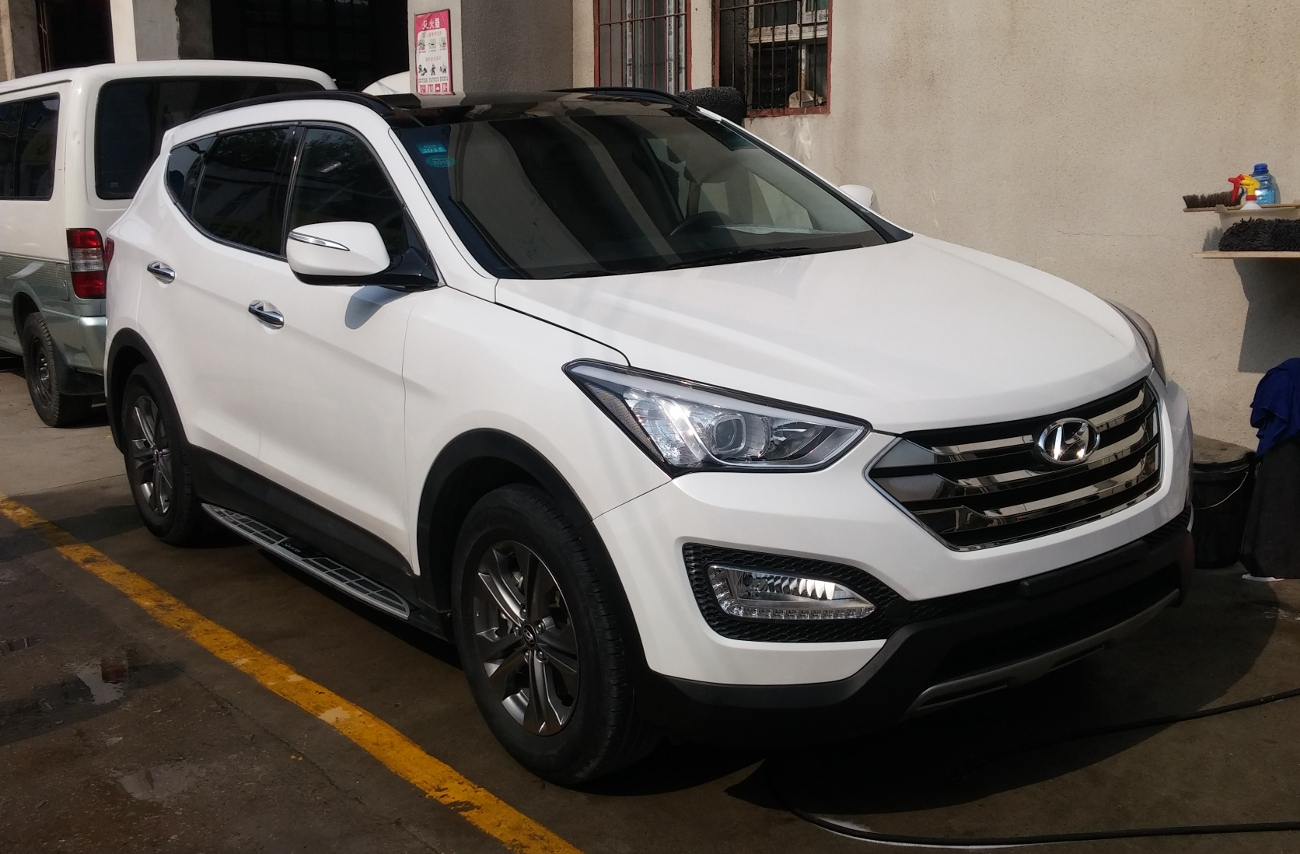
2013 Hyundai Santa Fe DM (现代圣达菲 (进口))
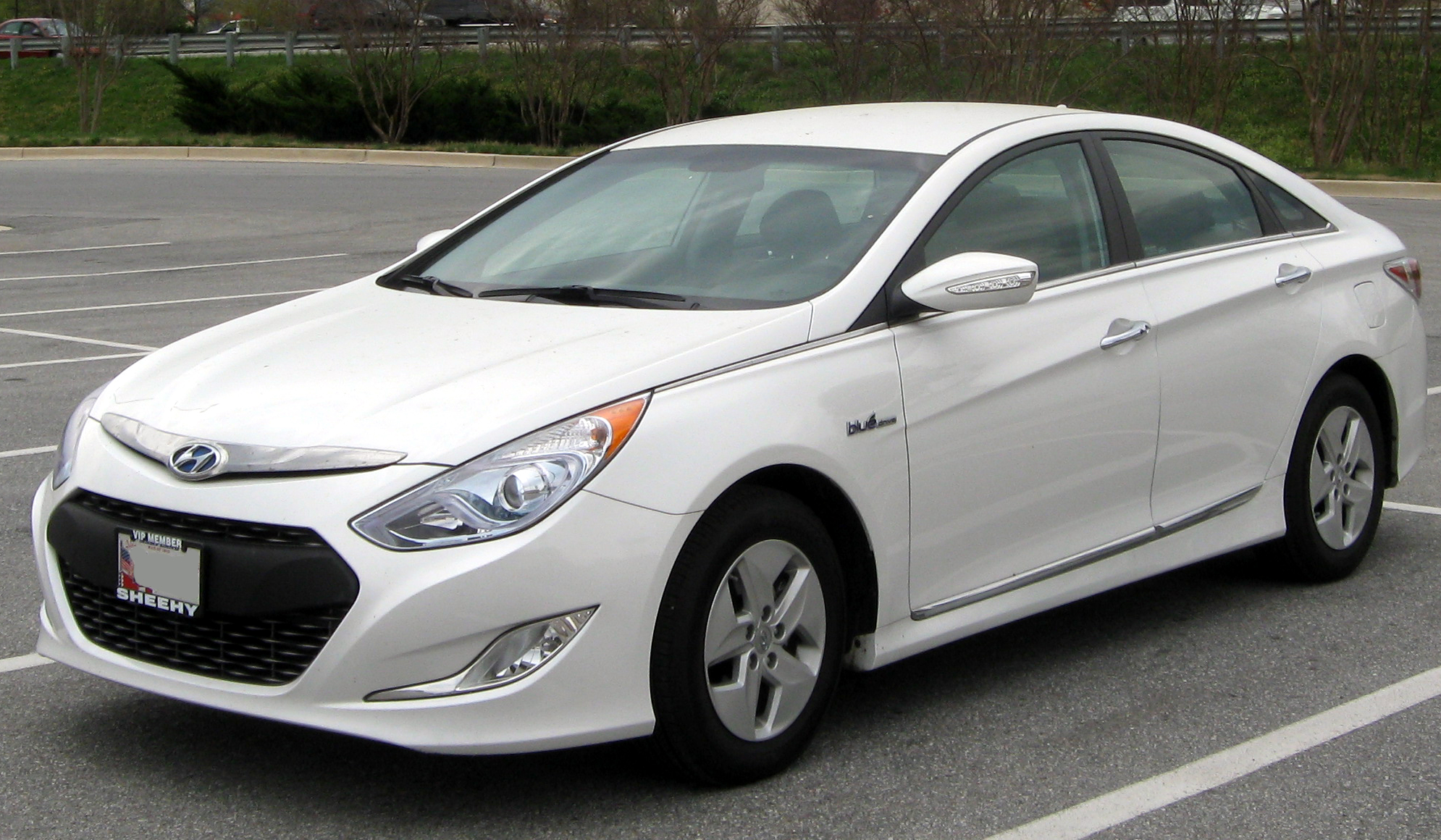
2014 Hyundai Sonata Hybrid (现代索纳塔Hybrid)
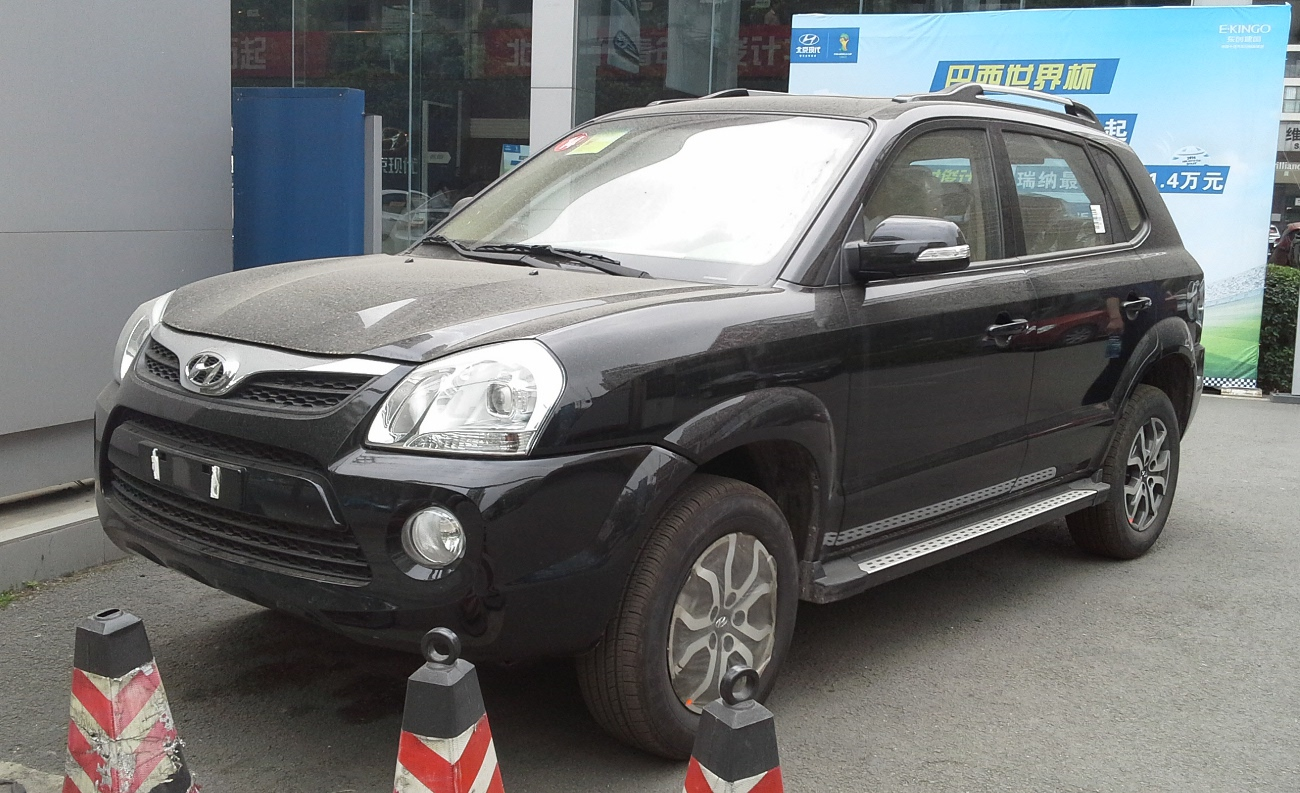
2005 Hyundai Tucson (现代途胜 (进口))
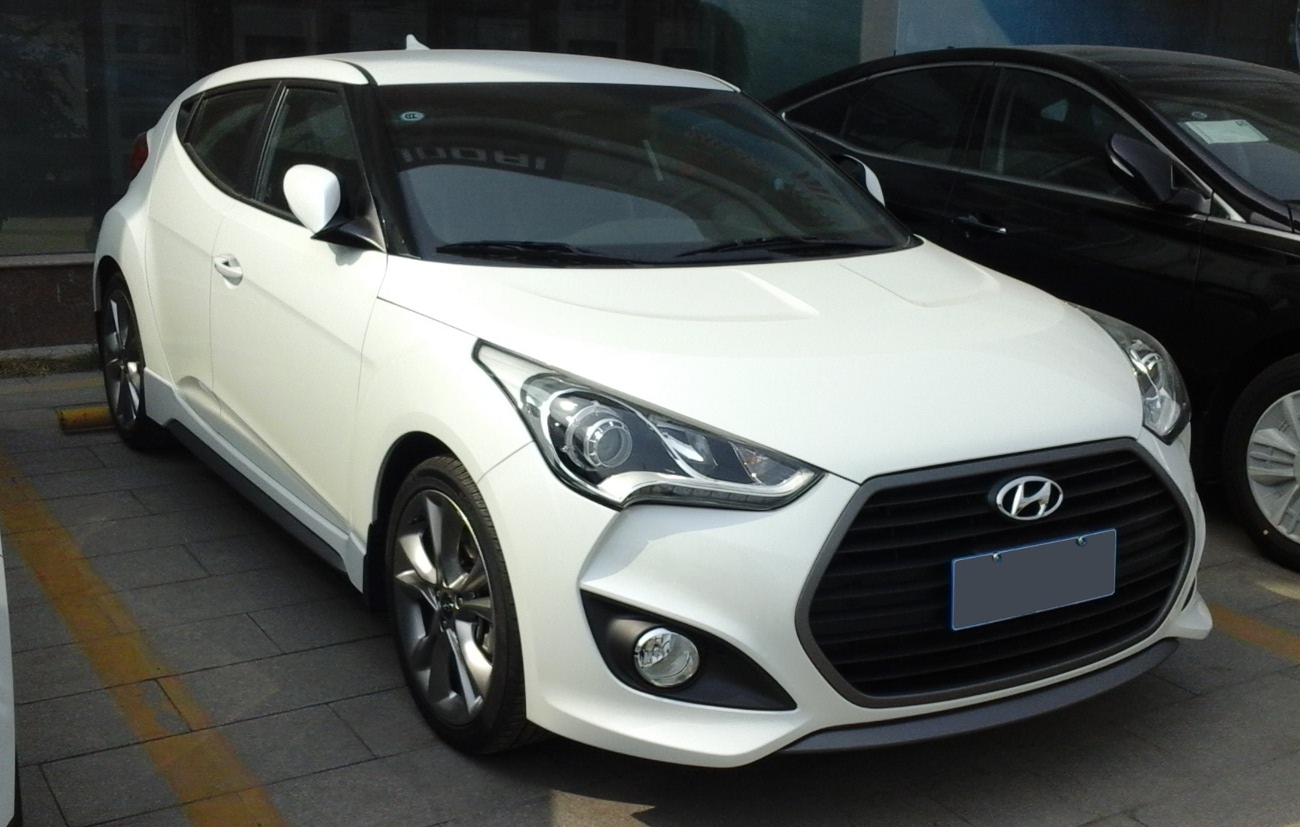
2011—2015 Hyundai Veloster (现代Veloster)
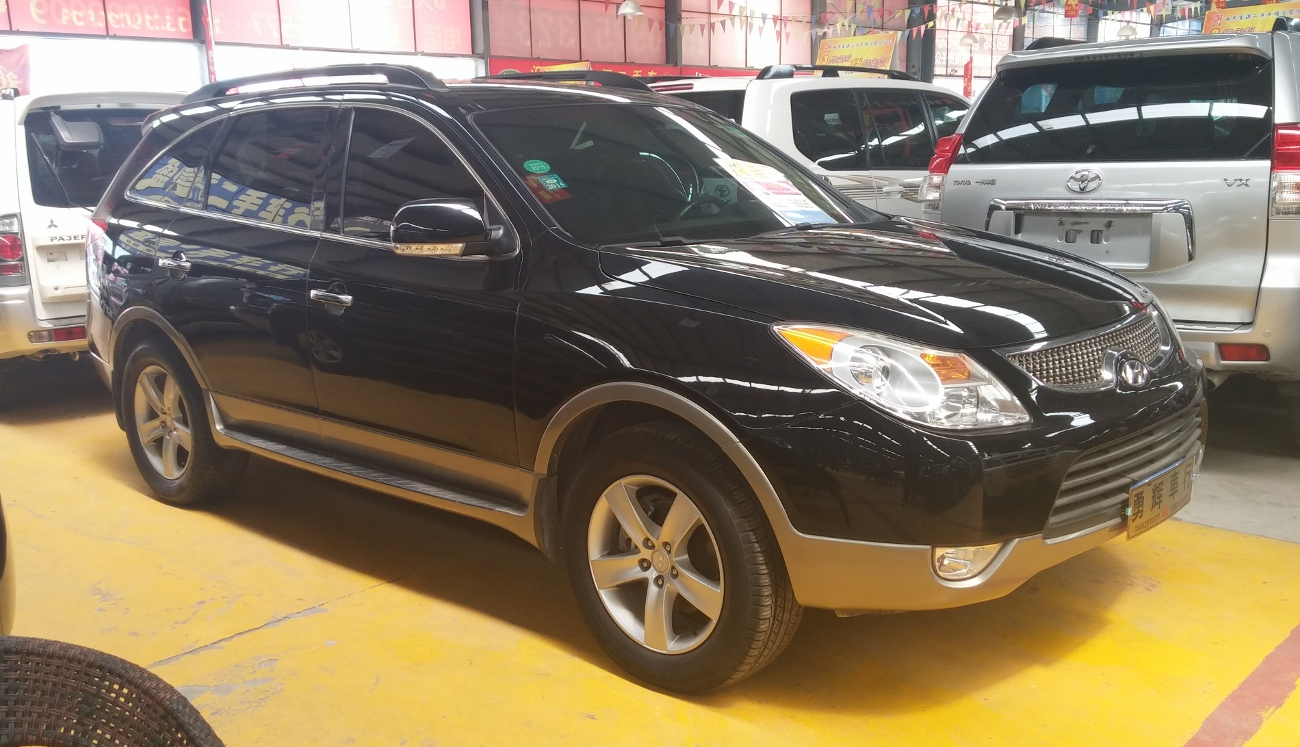
2007—2012 Hyundai Veracruz (现代维拉克斯)
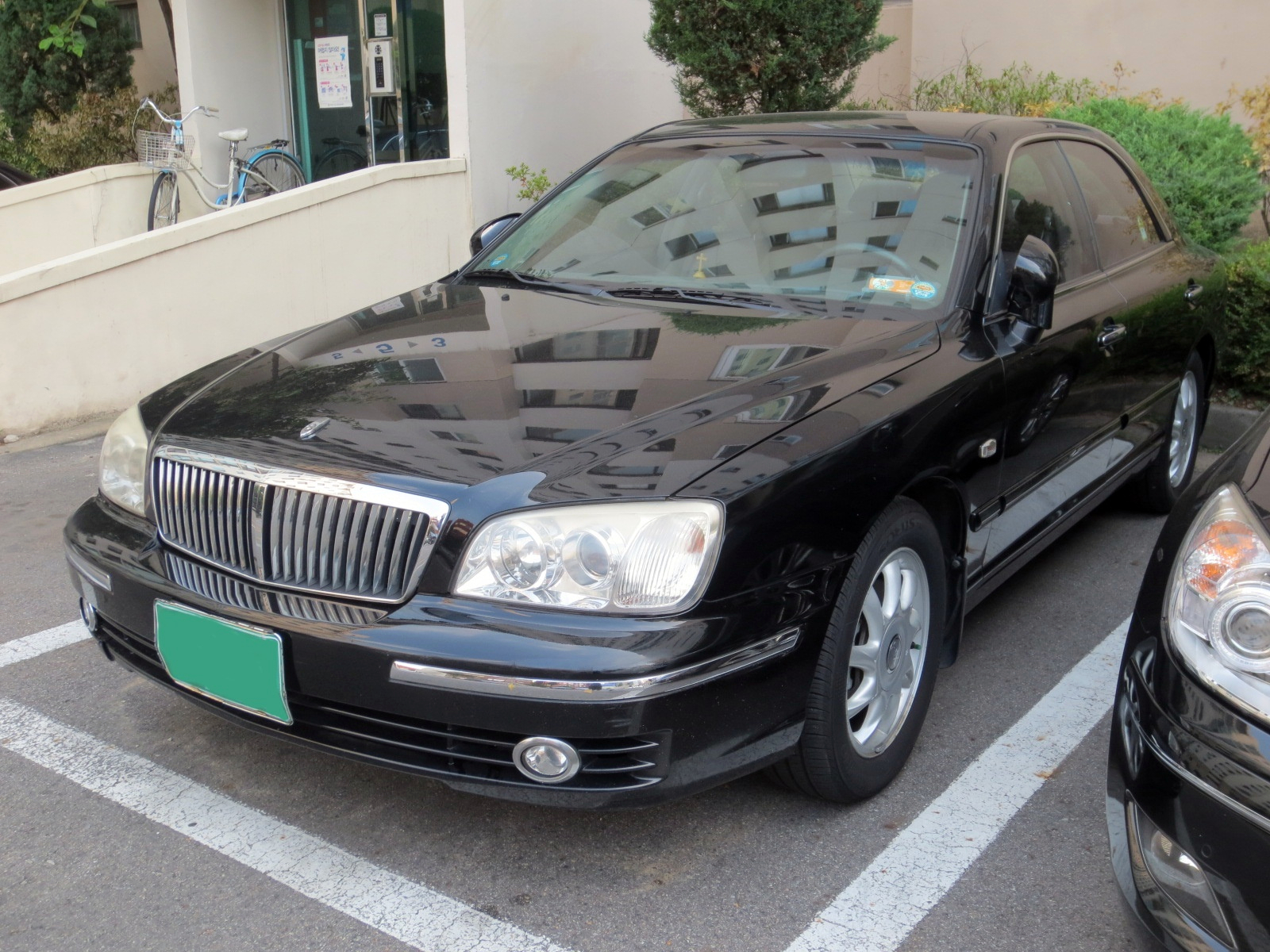
2004 Hyundai XG250 (现代XG250)

### Shouwang
Более дешёвые автомобили могут продаваться в Китае под брендом Shouwang. Концепт-кар был показан на автомобильных выставках в Китае в 2011 и 2012 годах, но бренд не был основан.

## Производственные мощности
По состоянию на 2013 год, у компании Beijing Hyundai есть 3 производственные базы, а также научно-исследовательские центры в Шуньи. Два из них производят автомобили, а третий — двигатели.
Строительство первой базы завершилось в 2003 году, а второй — в апреле 2008 года. Строительство третьей базы длилось с конца 2010 до второй половины 2012 года. По крайней мере, один из заводов находится в 17 км от Шуньи.
В 2016 году был открыт завод в Хэбэе, где производится субкомпактный автомобиль Hyundai Accent.
В 2017 году был открыт завод в Чунцине, где до 2021 года выпускался автомобиль Hyundai Reina.